# Opus sectile
Pour les articles homonymes, voir Opus.

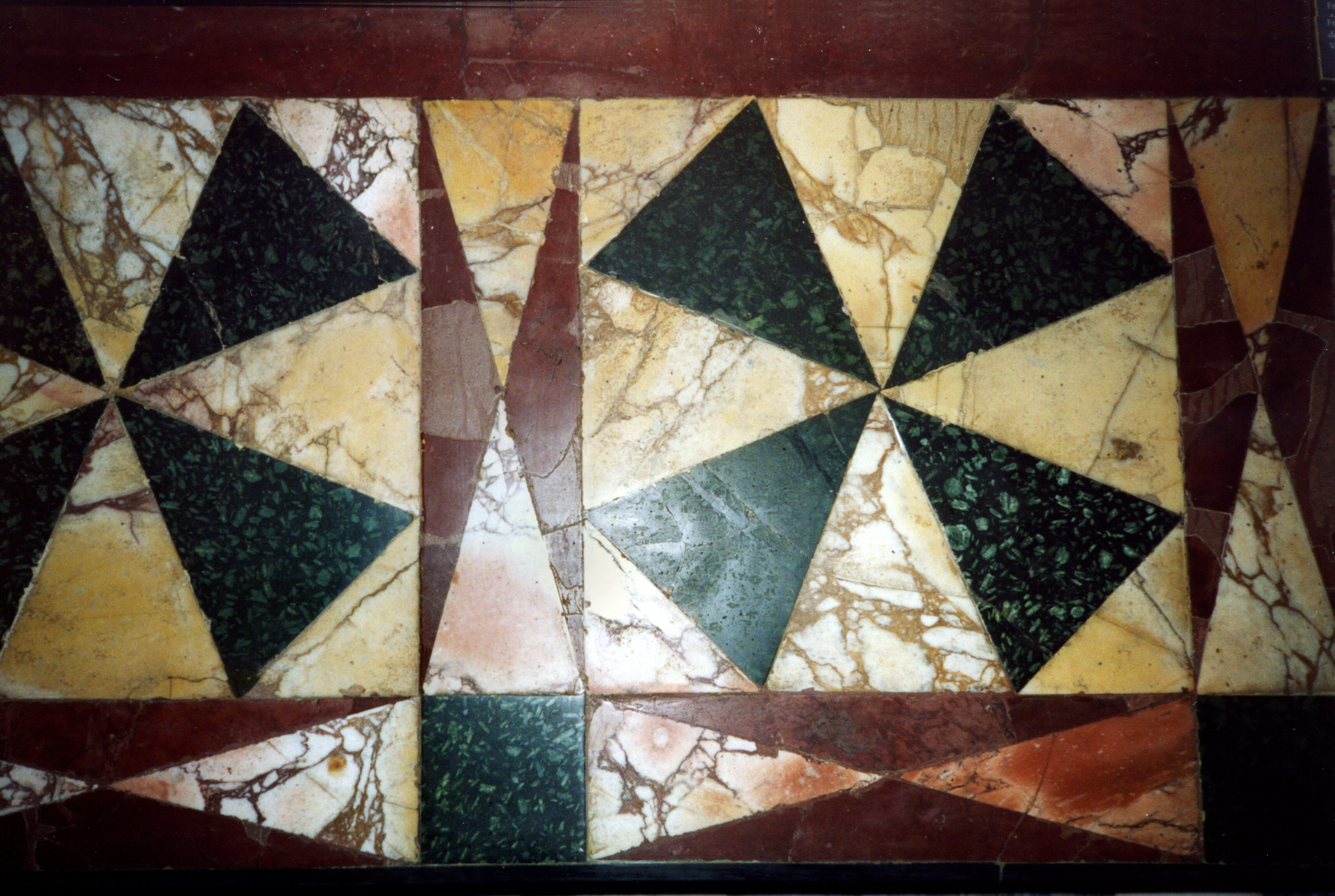
Dans sa forme première, lopus sectile désigne un pavement géométrique de pierre découpée (ici marbre avec porphyre rouge et vert, dans la Villa d'Hadrien à Tivoli).

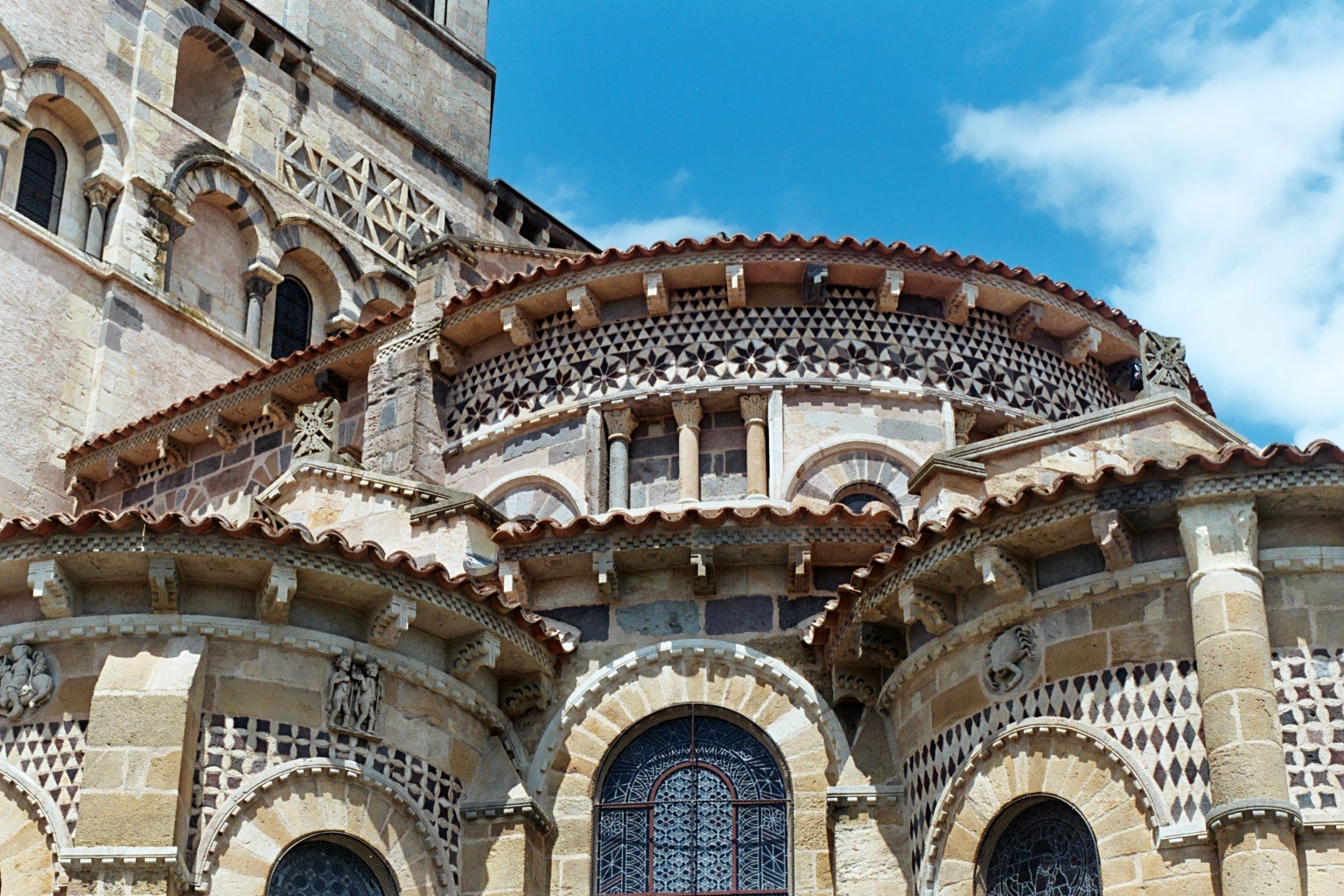
Omniprésent dans l'art décoratif paléochrétien et du haut Moyen Âge, l'opus sectile reste un décor fréquent dans l'architecture romane. Ici l'église d'Issoire, Auvergne.

L'opus sectile (« appareil découpé ») est une technique artistique ancienne qui utilise des marbres taillés pour la décoration de pavements et de marqueteries.
Les plaquettes de marbre ou de pierre de couleur (pouvant aussi parfois inclure du verre coloré, de la nacre ou du métal) sont découpées et assemblées de façon jointive pour constituer un dessin géométrique ou figuratif. Il est destiné au pavement des sols ou aux décors muraux. De nos jours on l’appelle aussi marqueterie de marbre ou marqueterie de pierre.
Il fut très employé dans les derniers siècles de l'Empire romain et perdura au Moyen Âge (pavements et décors architecturaux byzantins, le style cosmatesque italien, ou encore le célèbre pavement du Duomo de Sienne), il fut également répandu à la Renaissance et il est très abondant dans les décors baroques (surtout en Italie).

## Opus sectileromain

### Technique du marbre
L'opus sectile est considéré comme l’une des techniques de décoration du marbre les plus raffinées et les plus prestigieuses, à la fois pour les matériaux utilisés (parmi les marbres les plus rares et donc les plus chers) et pour la difficulté de réalisation, car il est nécessaire de disséquer le marbre en feuilles très minces (crustae), pour le façonner avec une grande précision et utiliser les qualités les plus diverses du marbre, afin d'obtenir les effets chromatiques souhaités.
Pline l'Ancien décrit cette technique dans le livre XXXVI, VI-IX de son Histoire Naturelle, indiquant l'invention du procédé par les Grecs en Carie et sa première application au Mausolée d'Halicarnasse (IVe siècle av. J.-C.). L'introduction à Rome de la décoration murale en opus sectile, beaucoup plus tardive, serait redevable, selon Pline, au chevalier Formiano Mamurra, qui avait été chef des ingénieurs de César en Gaule - la faisant remonter au Ier siècle avant notre ère. Cependant les exemples provenant de Pompéi montrent que cet art était déjà bien présent en Italie antérieurement. La technique sera utilisée en Occident pendant toute la durée de l'Empire romain.
Rapidement, et malgré les déplorations moralistes de Pline et d’autres nostalgiques de l’austérité républicaine, les décorations en opus sectile se répandent des sols aux murs, dans les bâtiments publics et dans les quartiers les plus somptueux, pour magnifier l'opulence et le raffinement des propriétaires. Au début, les dessins étaient composés de motifs géométriques (comme ce sera le cas par la suite pour les œuvres des Cosmates), mais au fil du temps, ils ont développé des formes iconographiques naturalistes de plus en plus raffinées et de tailles diverses, allant des grandes scènes de chasse aux panneaux ornementaux, en passant par des motifs floraux, jusqu'au revêtement de pièces entières, développant une véritable « peinture de pierre ».
Les caractéristiques qui mesuraient la qualité de l’opus sectile étaient la continuité de la nappe de marbre (dont les joints devaient être invisibles) et la richesse des couleurs, qui dépendaient des marbres utilisés, mais aussi des traitements modificateurs, tels que la combustion du marbre jaune antique qui permet de créer des nuances de couleurs sur une même pièce de marbre et d'introduire des effets de volume. Enfin, un trait essentiel de cette technique est le rendu bidimensionnel des figures.
Les pierres utilisées sont très diverses, les marbres provenant de tout l'empire sont utilisés et sont souvent combinés en un même lieu, en faisant un symbole de l'unité romaine. Mais les pierres typiques des pavements les plus riches sont le marbre jaune antique et surtout les porphyres rouge et vert.

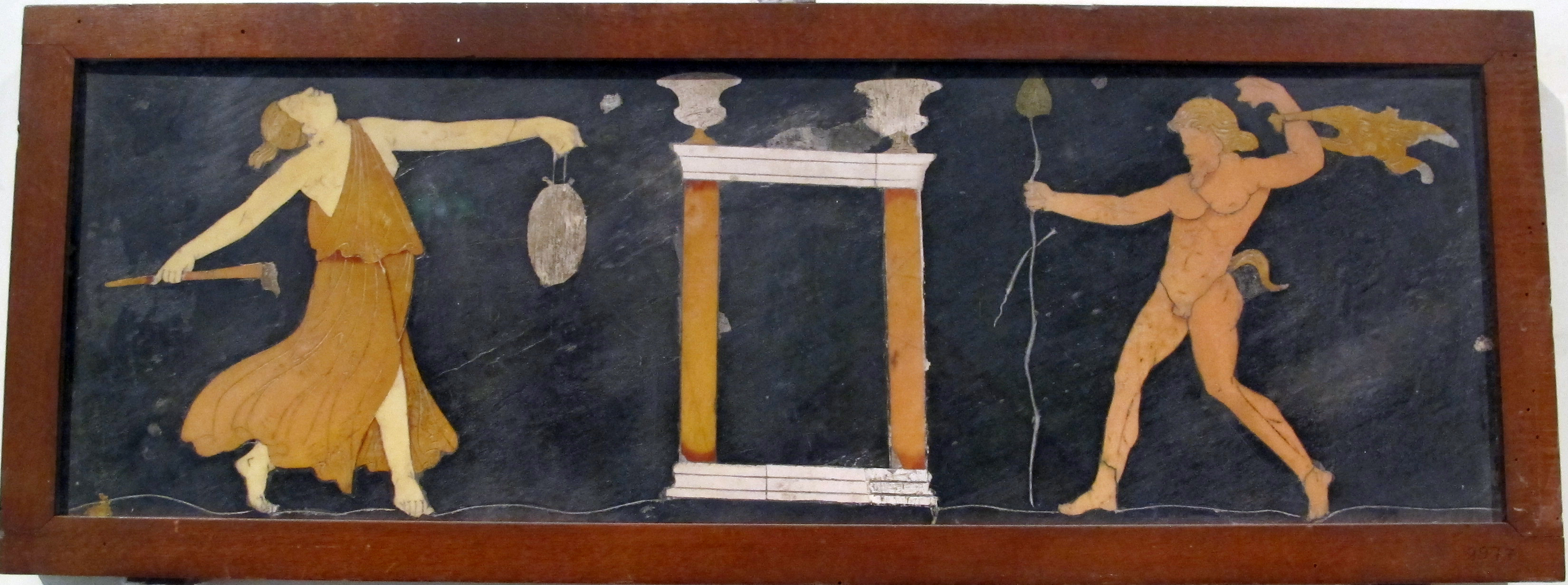
Opus sectile figuratif extrait du décor d'une maison de Pompéi, au musée archéologique national de Pompéi.
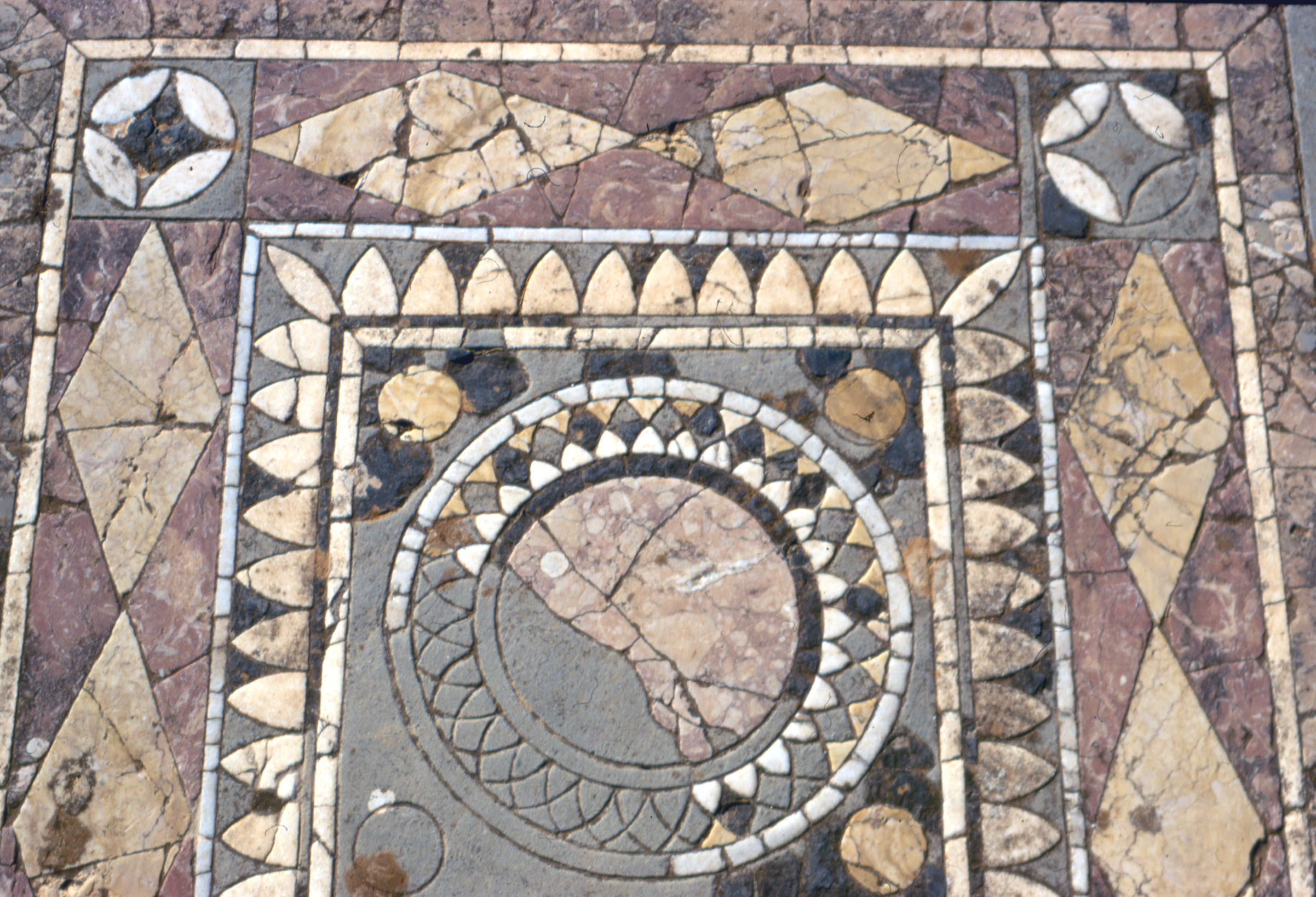
Opus sectile géométrique romain, en marbres divers. Triclinium d'été de l'Insula de Jason, Cyrène, Libye.
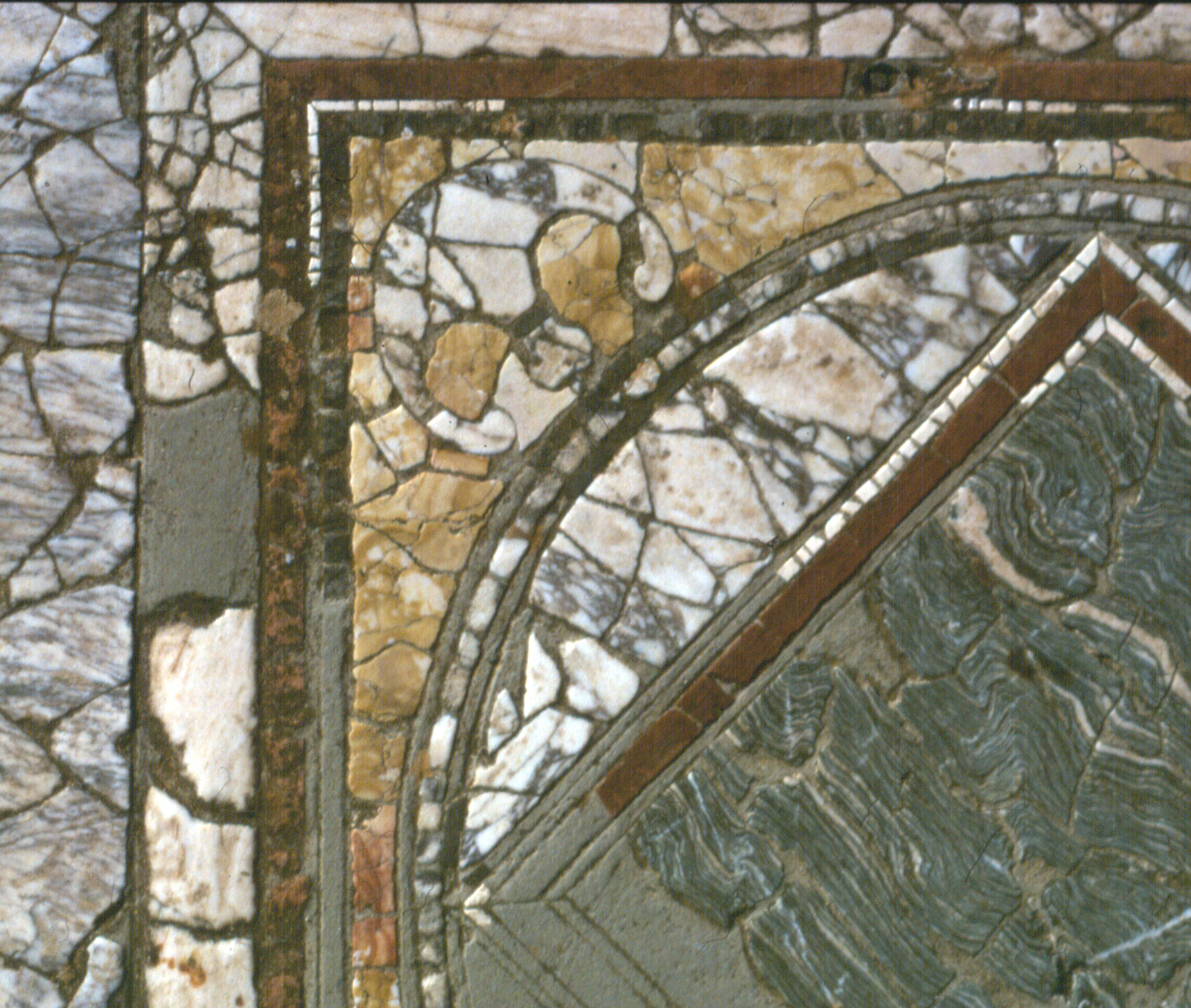
Opus sectile de l'insula de Jason, à Cyrène. Le carré central est en cipolin.
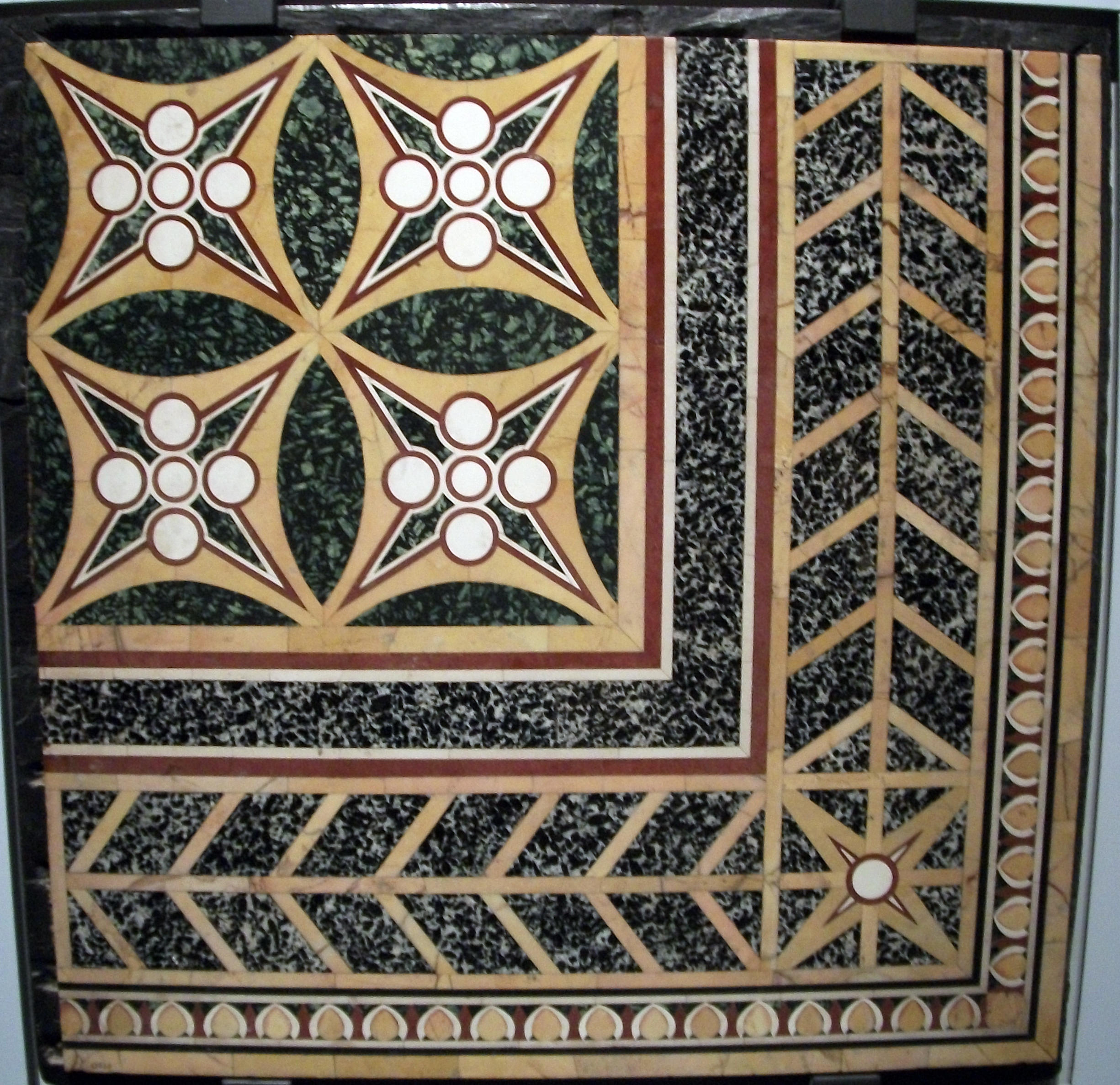
Reconstitution d'un des pavements de sol du Palatin de Rome. On peut remarquer la finesse et la précision des contours en porphyre rouge, une pierre extrêmement dure.
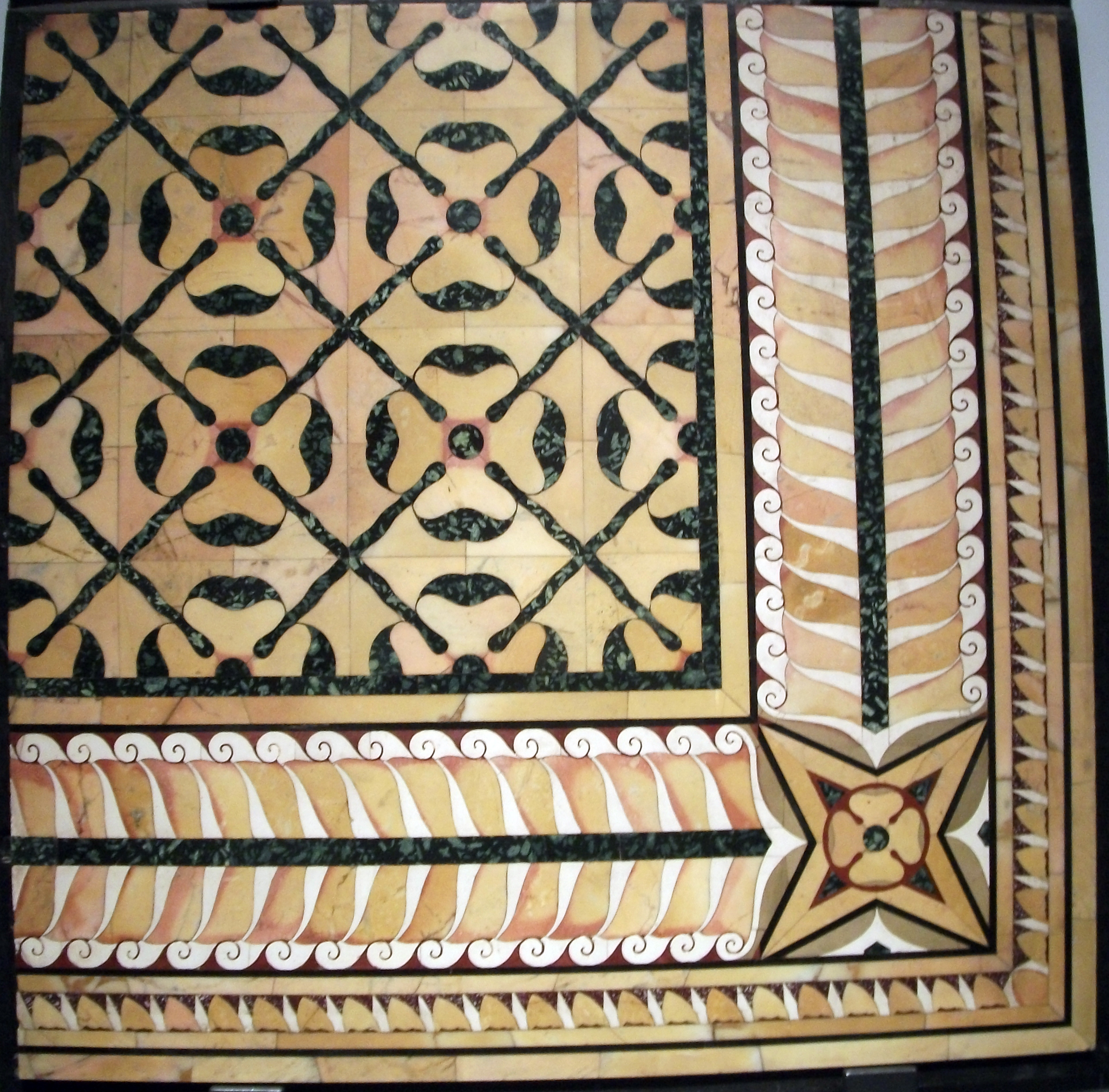
Autre restitution de pavement du Palatin.
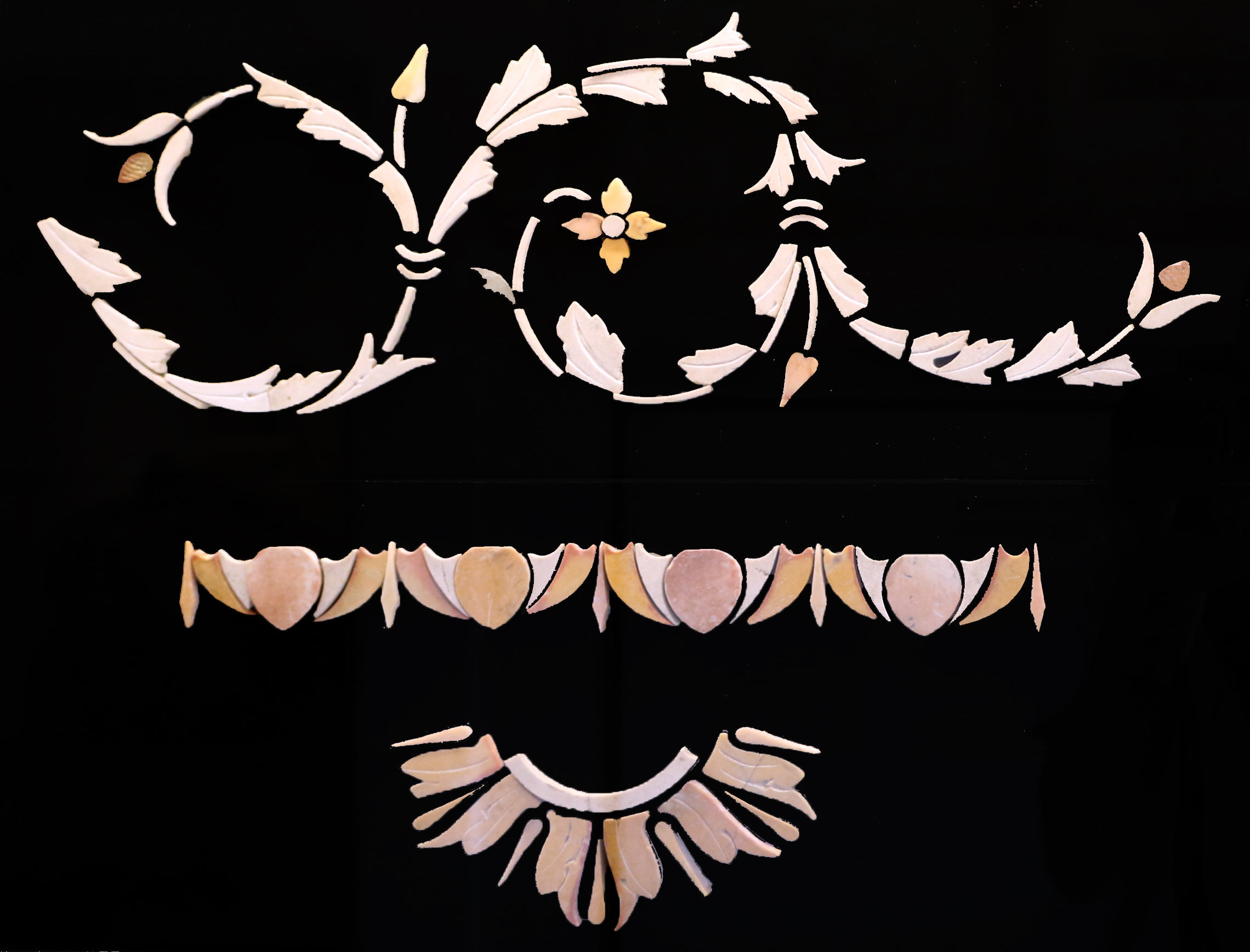
Tessons de marbres provenant d'un décor mural en opus sectile trouvés au Palatin de Rome.
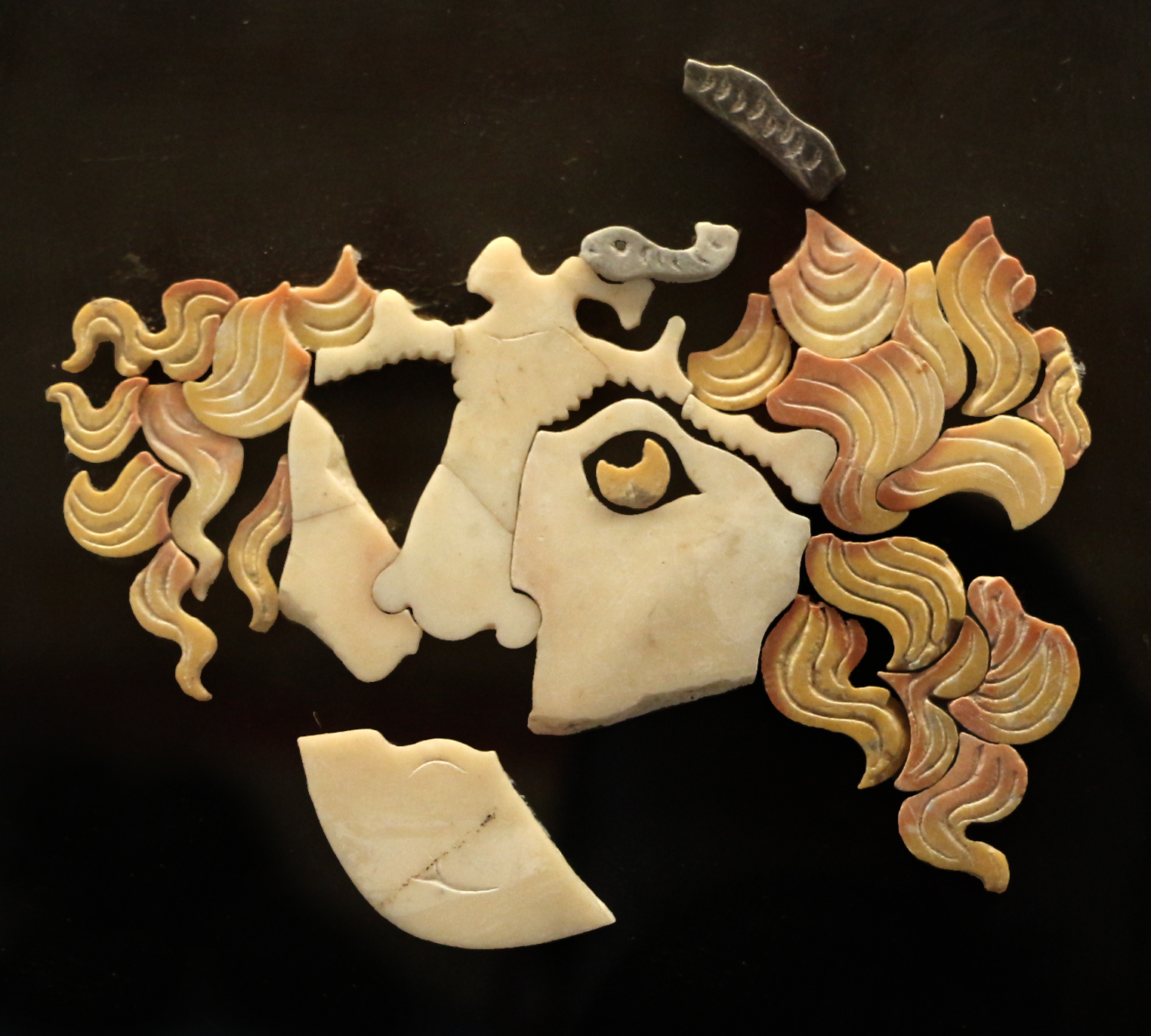
Fragment d'une scène murale provenant du Palatin.
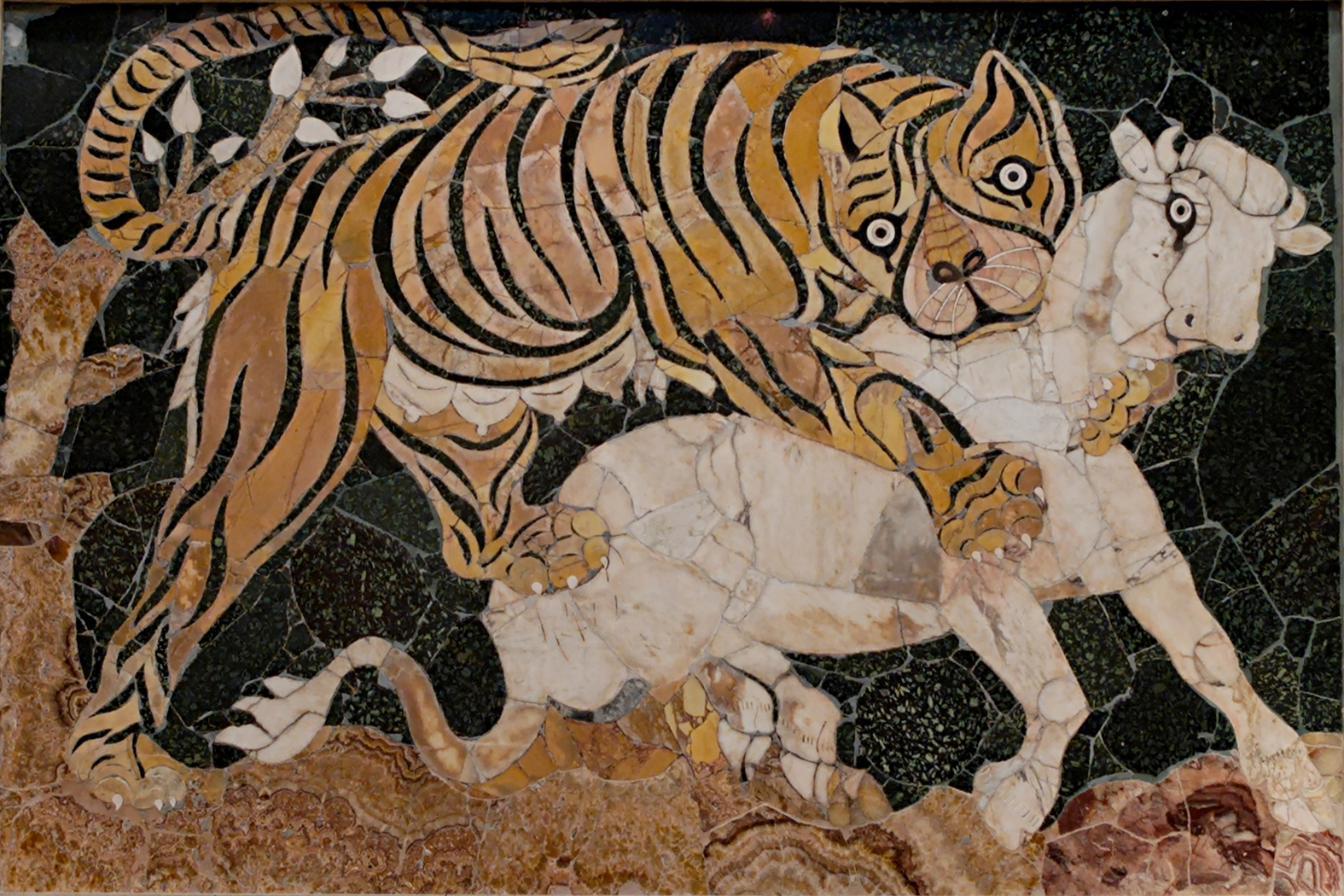
Opus sectile figuratif romain antique, ici une marqueterie de quatre variétés de marbres de couleur (on y reconnaît du marbre jaune antique, du porphyre vert et de la brocatelle d'Espagne). Basilique de Junius Bassus, Rome.

### Exemple de la domus de la Porte Marine à Ostie
Un exemple extraordinaire et bien conservé d'une salle entière décorée en opus sectile est la salle de la domus de la Porte Marine à Ostie, actuellement (en 2009) exposée au musée du Haut Moyen Âge de Rome. L’ensemble, découvert en 1949, dont la première restauration a été réalisée entre 1959 et 1966, peut être daté des dernières années du IVe siècle. Son intégrité relative (qui a permis sa restauration exceptionnelle) est due à ce que les murs se sont effondrés alors que les travaux de construction étaient encore en cours, comme en témoigne l'existence de zones non encore pavées, mais dont les matériaux avaient déjà été préparés sur place, et la présence de deux fosses pour éteindre la chaux dans la zone de travail.
Les marbres parmi les plus classiques et précieux de l'Empire romain y forment des pavements et lambris géométriques, des scènes figuratives de tigres et lions chassant et de délicates frises de rinceaux, le tout très précisément découpé, jointé et poli. 

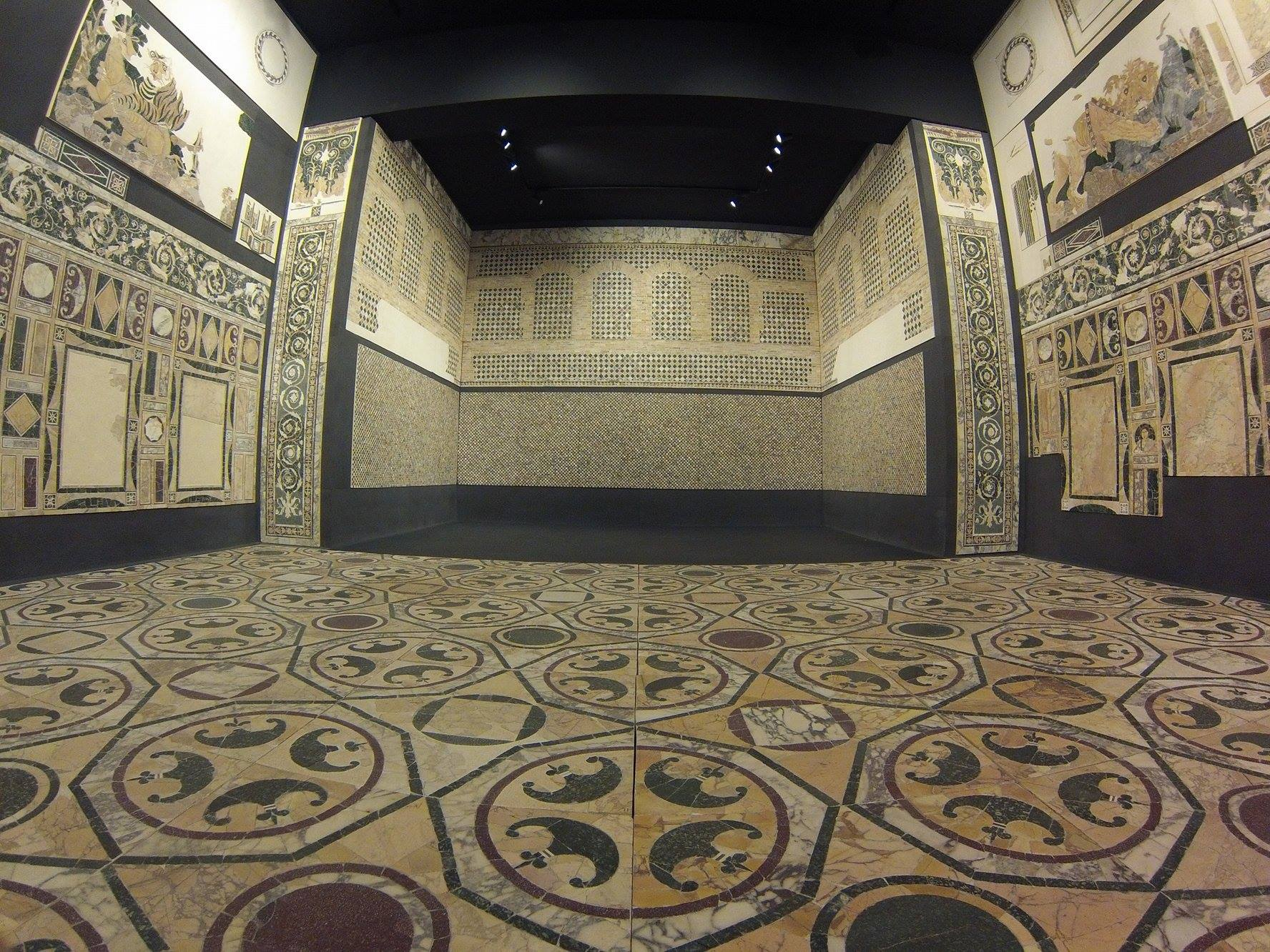
Salle de la domus de la Porte Marine à Ostie, exposé au musée du Haut Moyen Âge de Rome, avec sols et murs entièrement décorés en opus sectile du IVe siècle très bien conservé.
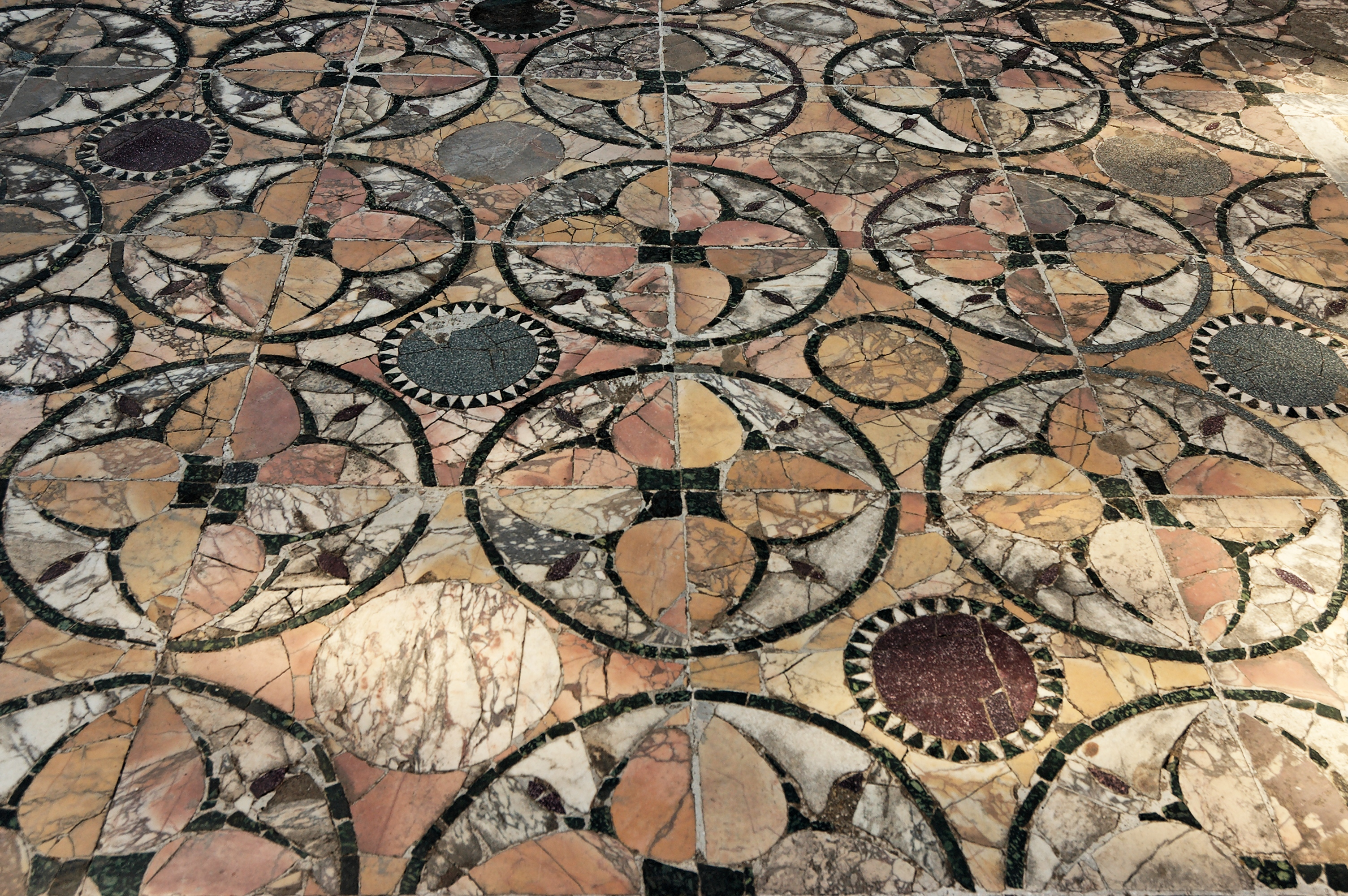
Un autre pavement moins bien conservé à Ostie. On y voit du marbre jaune antique, du blanc veiné, du porphyre vert (fines bordures), du porphyre rouge et du granite gris (quelques disques).

### Opus sectileromain en pâte de verre
Une variante de cette technique est l’opus sectile en pâte vitreuse, couramment définie comme « verre architectural ».
Dans ce cas, le matériau ne consiste pas en des feuilles de marbre, mais en des plaques de pâte de verre qui, dans le cas du revêtement, ont été colorées à l’imitation des marbres.
Un exemple pertinent de ces sectilia est représenté par les quelque 30 000 dalles de la villa de Lucius Verus située près de l’Acqua Traversa, sur la Via Cassia et appartenant à la collection Gorga.

## Opus sectilepaléochrétien et continuité byzantine
La tradition romaine de l’opus sectile se déploie à la fin de l'Empire romain dans l'architecture paléochrétienne où il constitue le décor typique des édifices importants, avec les mosaïques et les stucs. L’opus sectile perdure ensuite au Moyen Âge, notamment dans l'empire Byzantin où son utilisation est fréquente dans les églises pour le décor des murs et des sols, alors que les mosaïques ornent les voûtes.

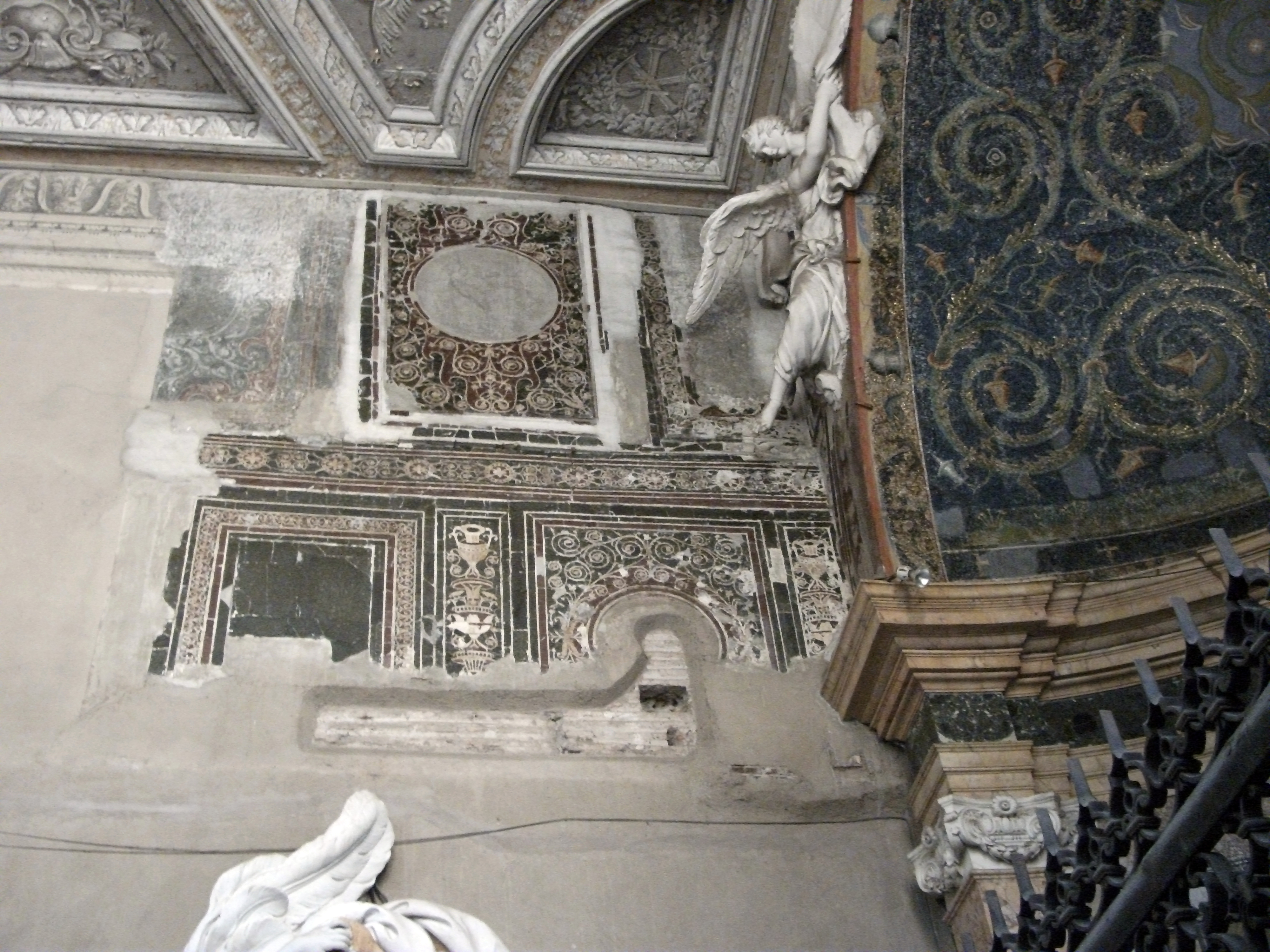
Vestige de la riche décoration murale paléochrétienne en fine marqueterie de marbre du baptistère du Latran à Rome, Ve siècle, (les grands morceaux de porphyre ont été pillés).
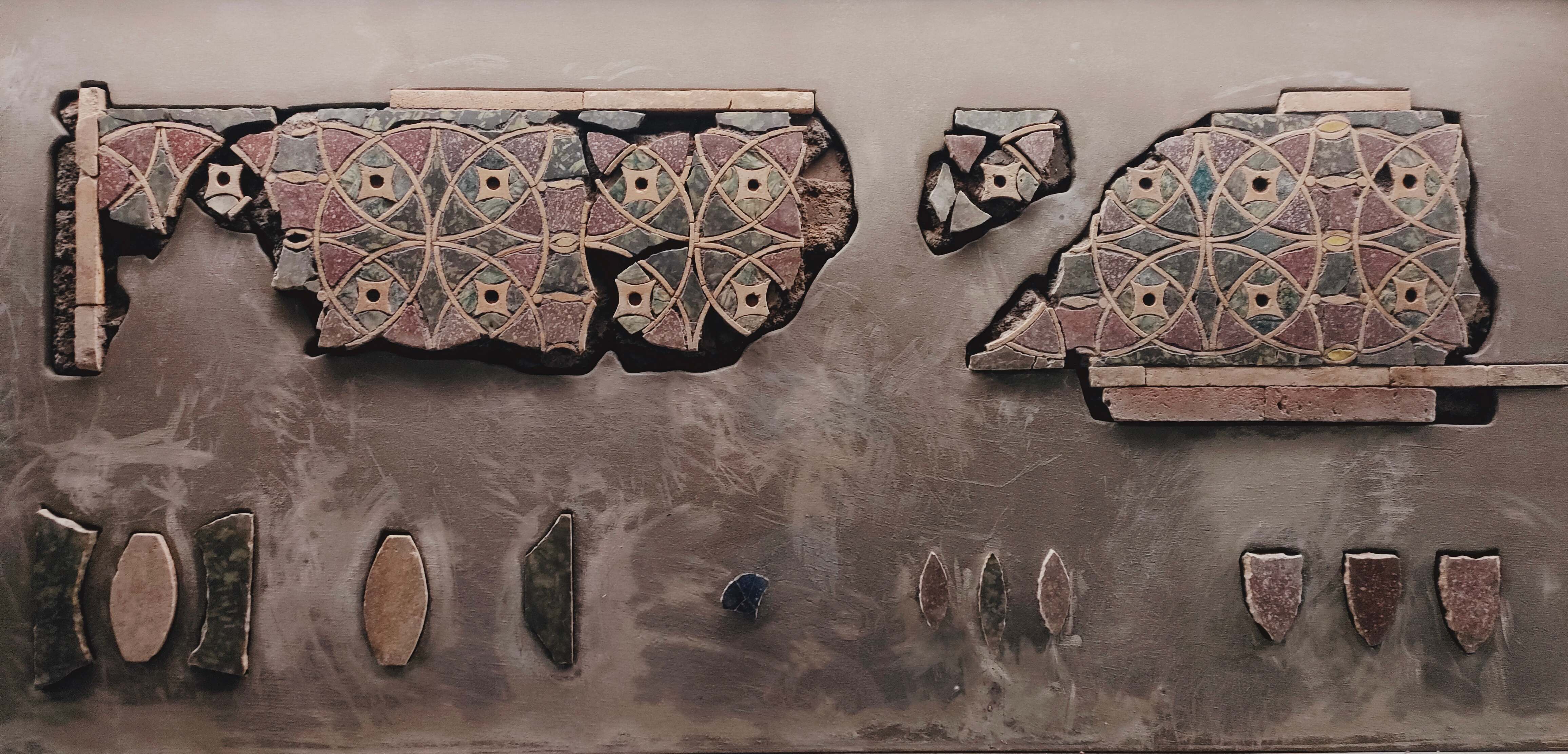
Fragments d’opus sectile mural de la basilique paléochrétienne San Giulio d'Orta, Italie, IVe – Ve siècles.
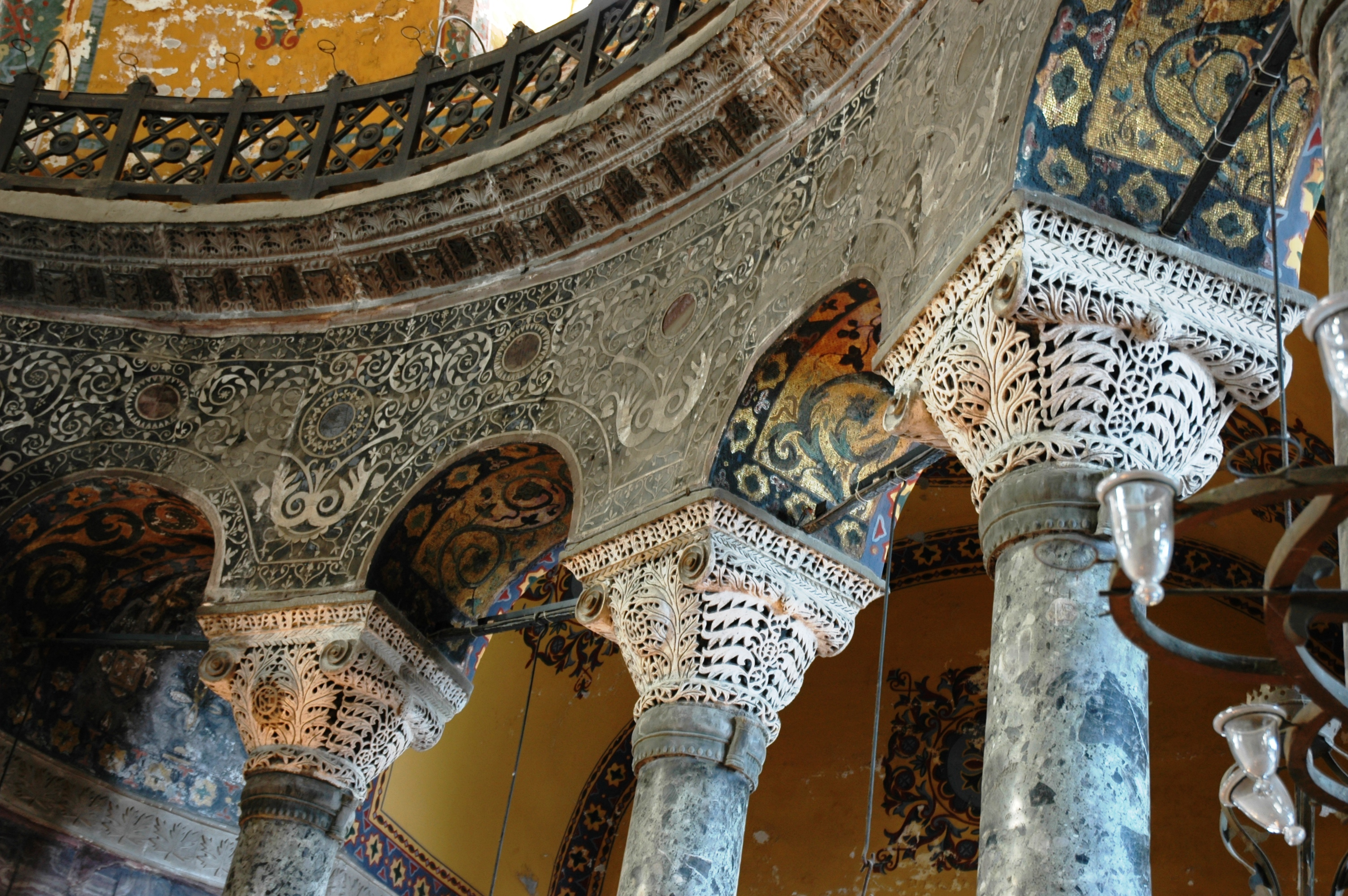
Les arcades de la galerie supérieure de la basilique Sainte-Sophie de Constantinople sont décorées en opus-sectile de marbre blanc dans un fond de marbre noir, VIe siècle.
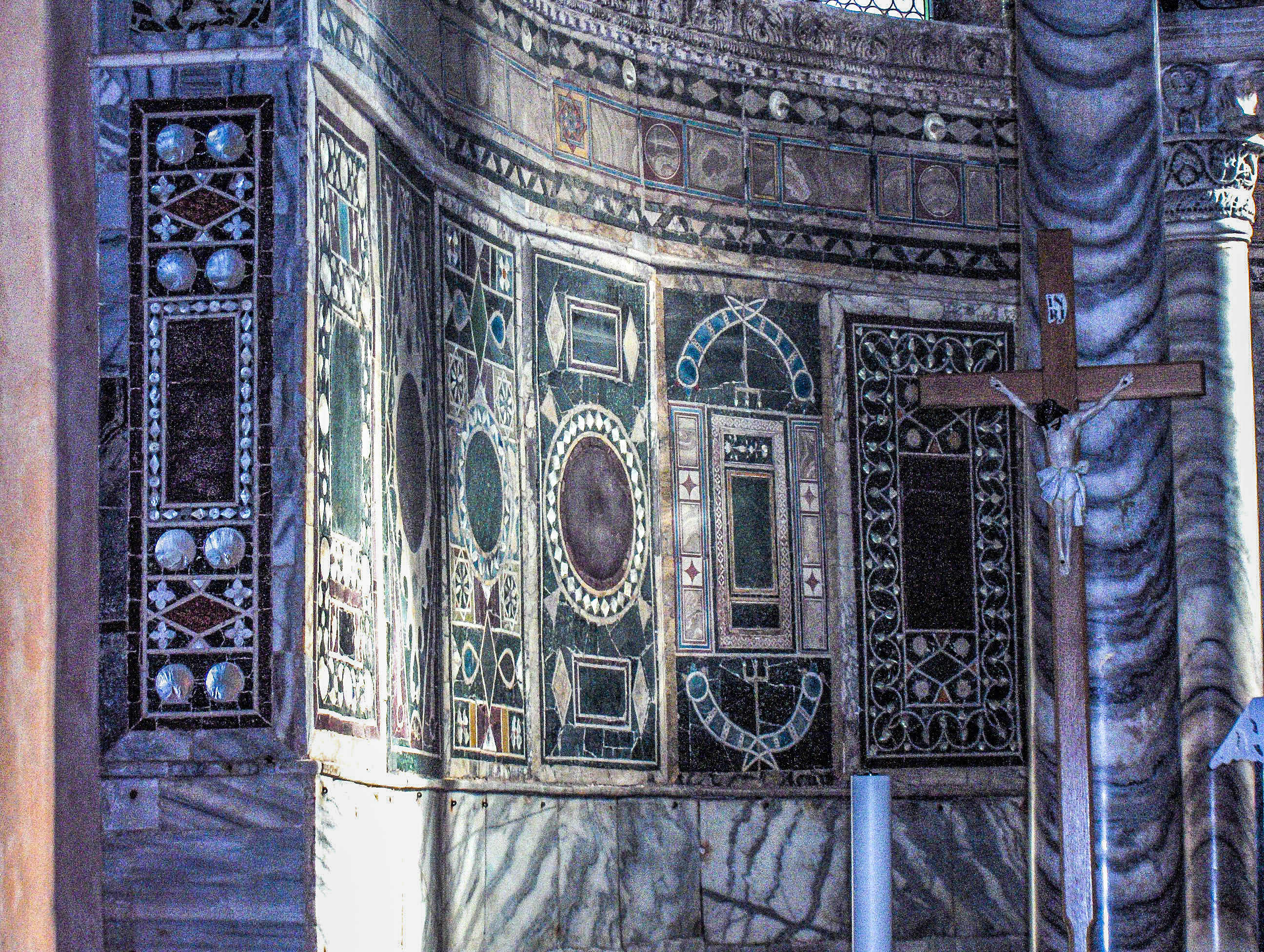
Opus sectile byzantin du VIe siècle, en divers marbres et porphyres avec de la nacre. Mur de l'abside de la basilique euphrasienne de Poreč, Croatie.
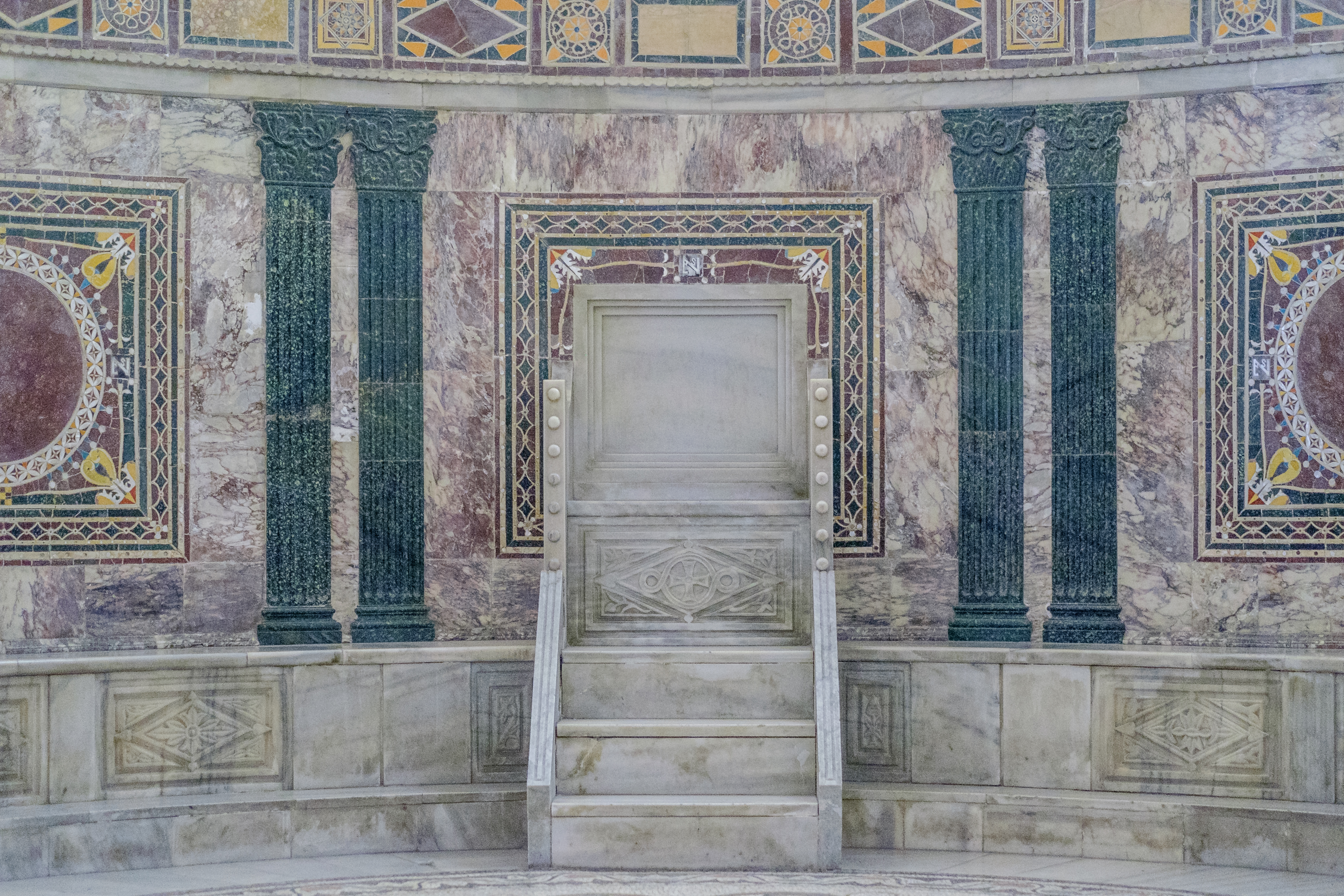
Décor byzantin de marbre avec opus sectile dans l'abside de la basilique Saint-Vital de Ravenne. VIe siècle.

L’opus sectile concerne aussi au Moyen Âge des pavements de synagogues (Sepphoris, Huqoq, Beth Alpha, Beth Shean, Gaza, 
Hammath Tibériade, …), connus aussi en Tunisie (Kélibia, Hammam Lif).

## Moyen Âge italien et les Cosmates
Une reprise médiévale notable de la technique se produira par le travail des maîtres Cosmates, entre le XIe siècle et le XIIIe siècle, principalement dans la région de Rome et en Sicile. Les pavements italiens cosmatesques, d'inspiration paléochrétienne mais aussi byzantine, utilisent entre autres du porphyre rouge et vert, du marbre jaune et du granite gris, récupérés dans les ruines antiques, dans un fond de marbre blanc nouveau de Carrare.
L’emploi de l'opus sectile devient une des caractéristiques de l'art roman italien et perdure dans le gothique. Ce style s'est modestement exporté ailleurs en Europe jusqu'en France et en Angleterre.
En Toscane un style régional utilise principalement le marbre blanc de Carrare, la serpentine de Prato verte sombre (appelée ainsi car perçue comme une version moins dure du « serpentin » qui désigne le porphyre vert antique), le marbre rouge de Maremme et le marbre rose de Sienne, provenant de carrières exploitées au Moyen Âge.

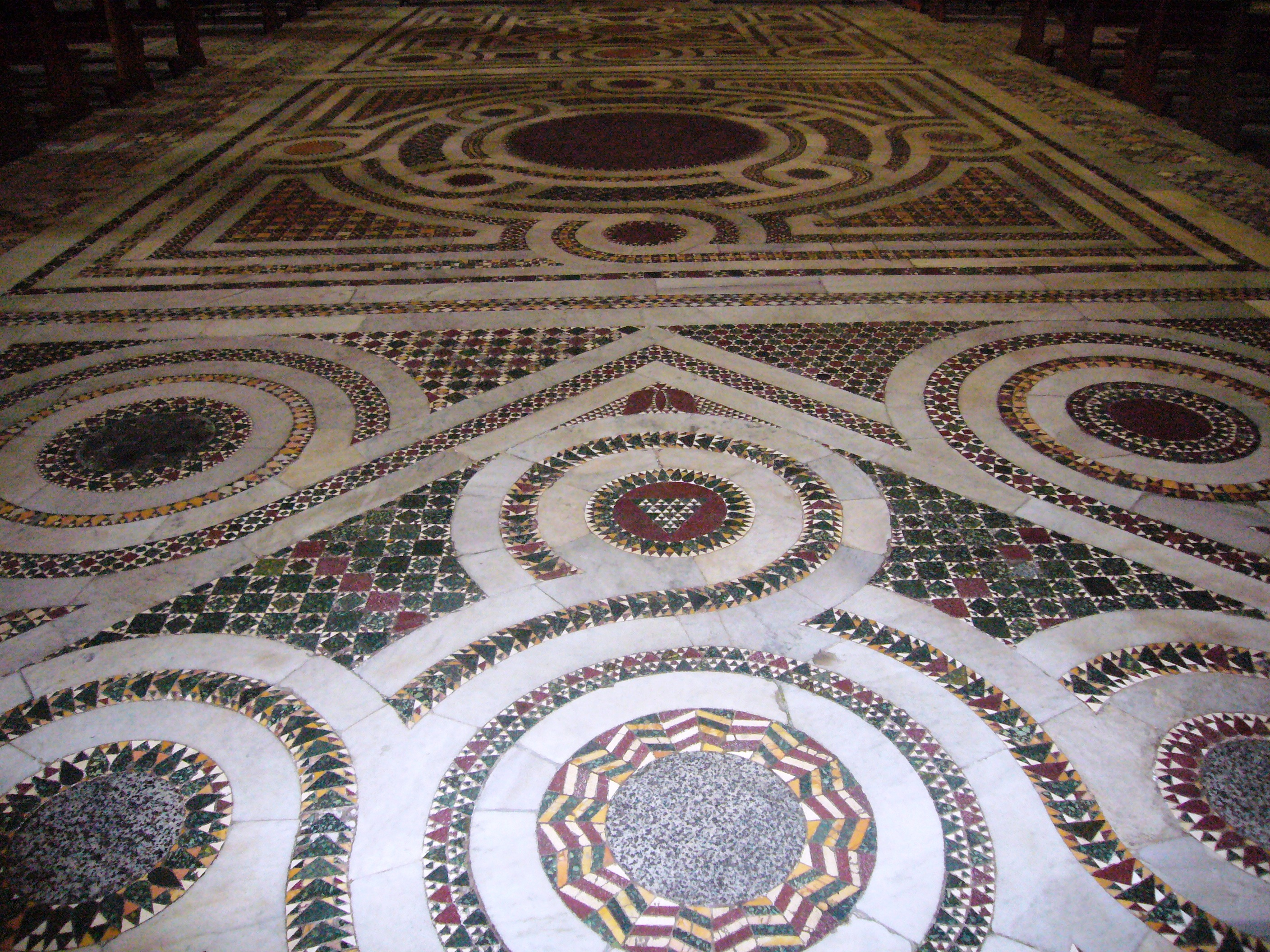
Pavement cosmatesque, basilique San Crisogono in Trastevere, Rome, XIIe siècle.
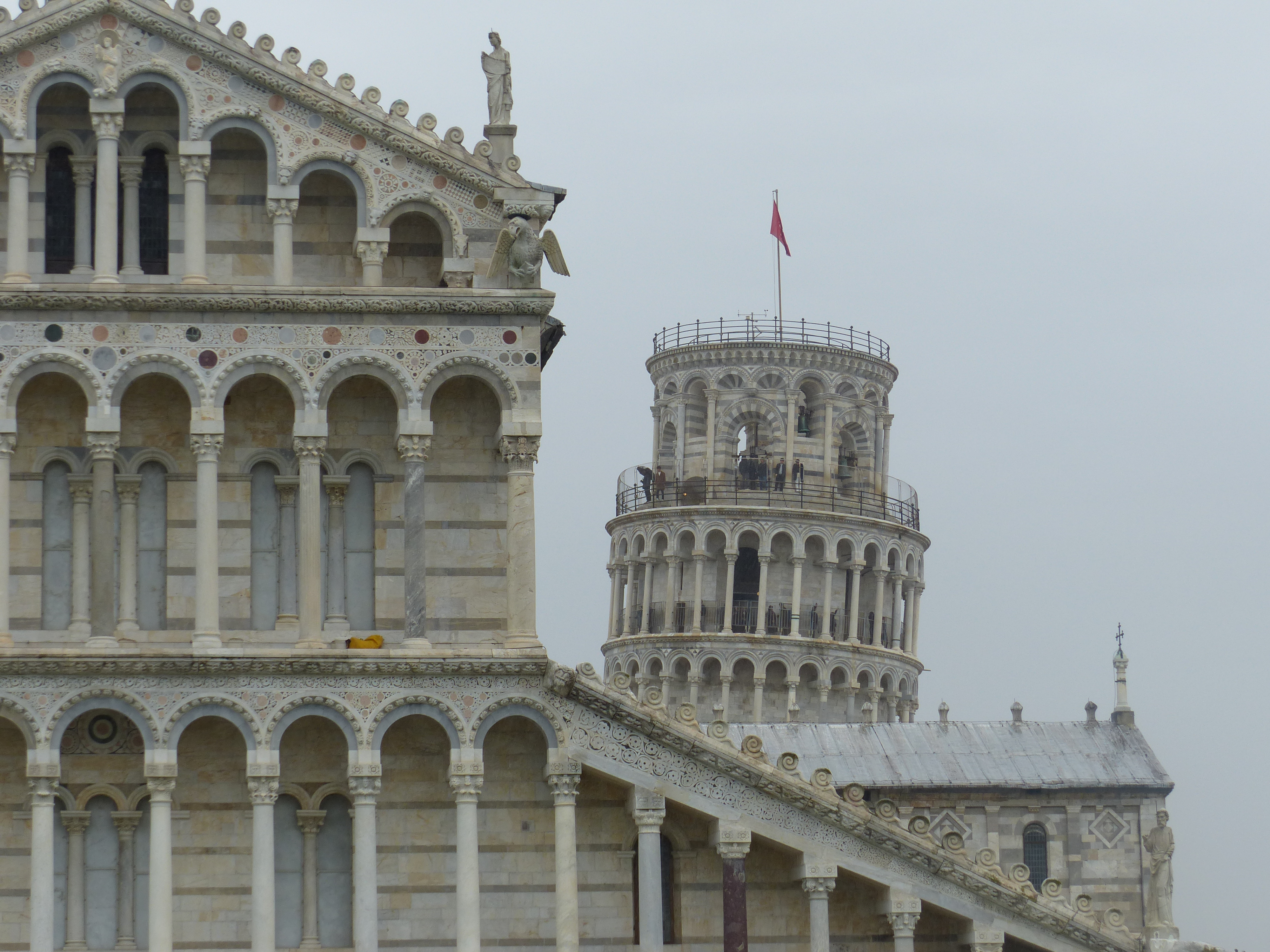
Façade romane en marbre de la cathédrale de Pise, ornée d’opus sectile, Italie, XIIe siècle.
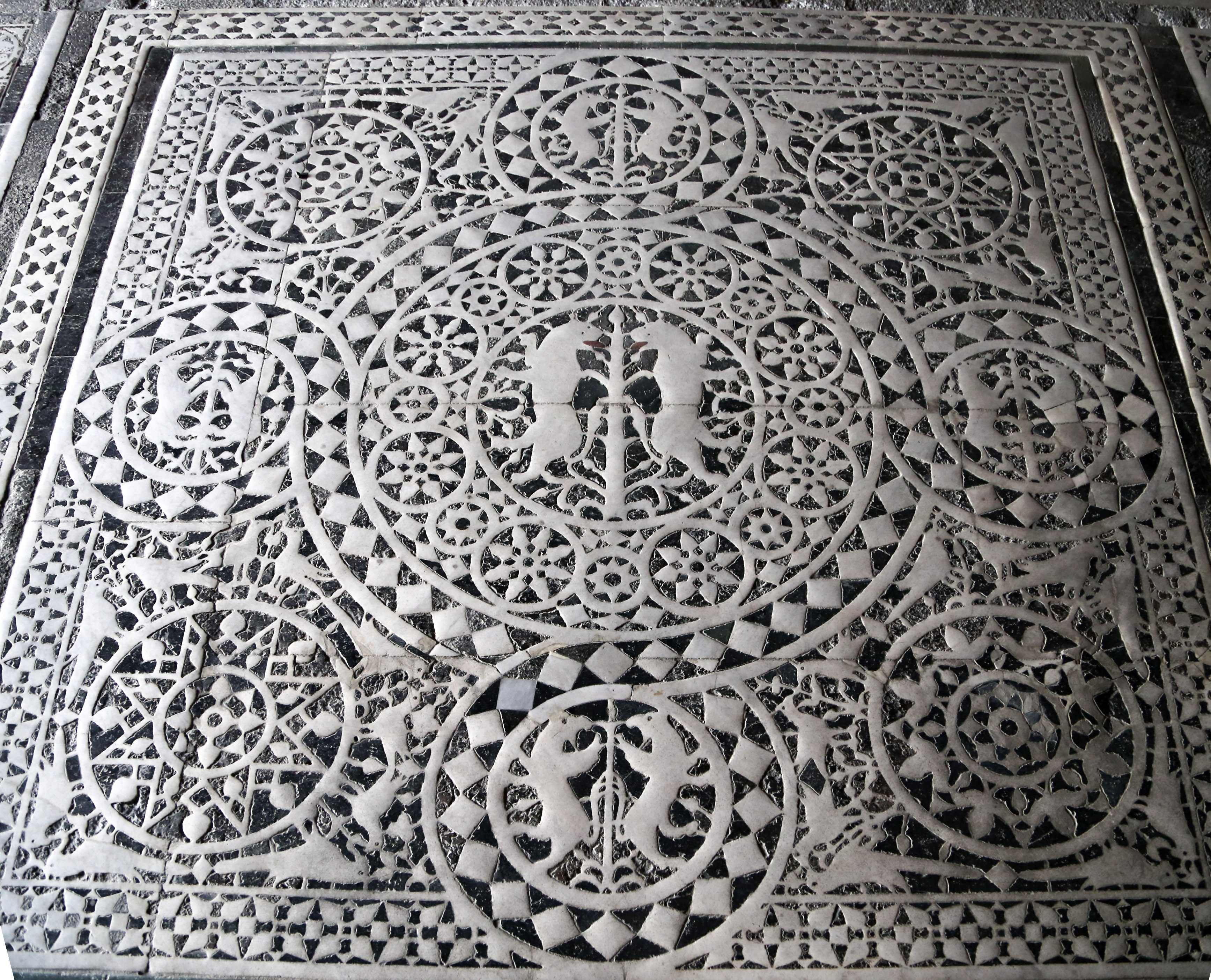
Pavement d'art roman italien du XIIe siècle de la basilique San Miniato al Monte à Florence, représentant les signes du zodiaque, en marbre blanc contrastant avec de la serpentinite de Prato vert sombre.
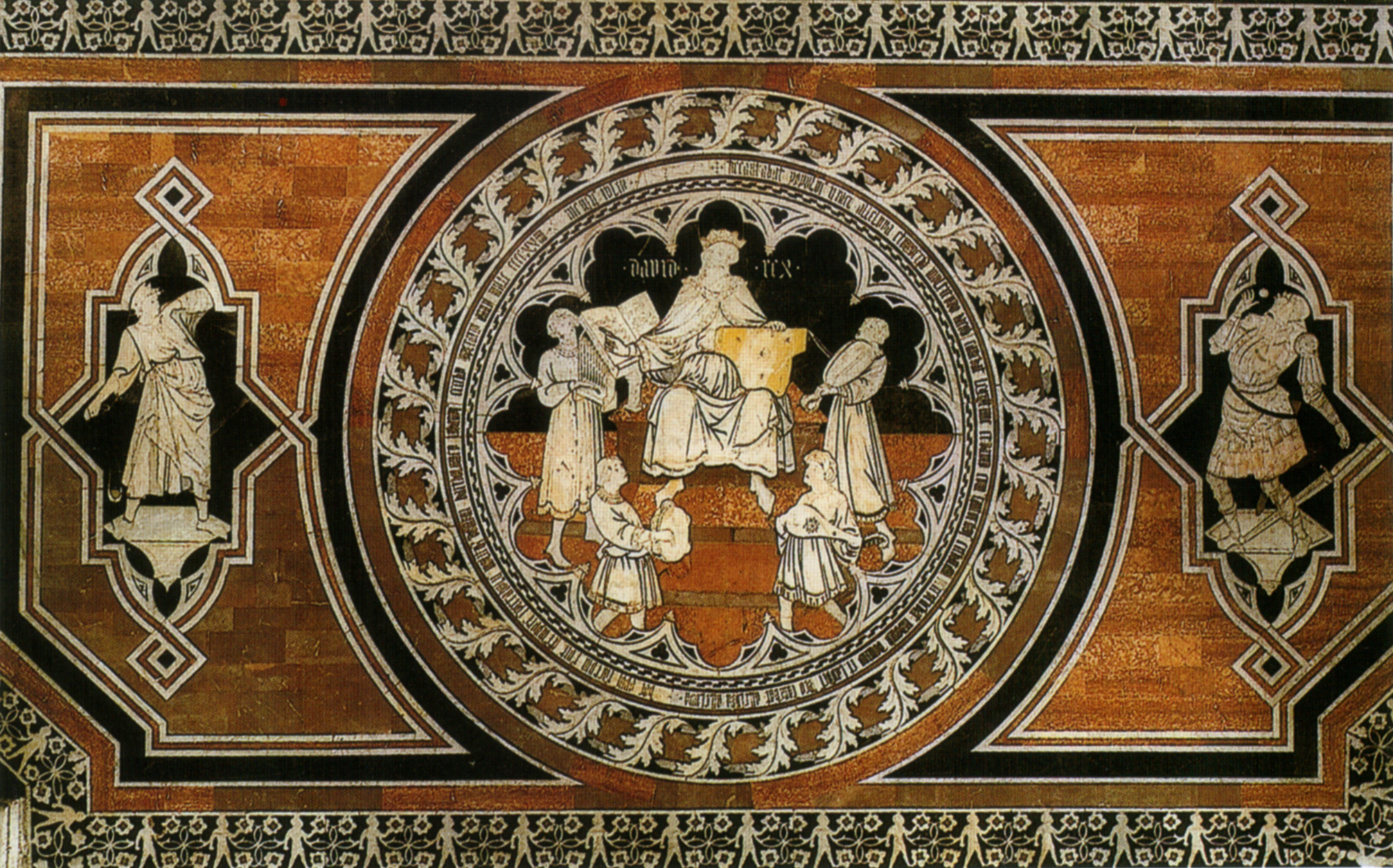
Une partie du XVe siècle du pavement du Duomo de Sienne.
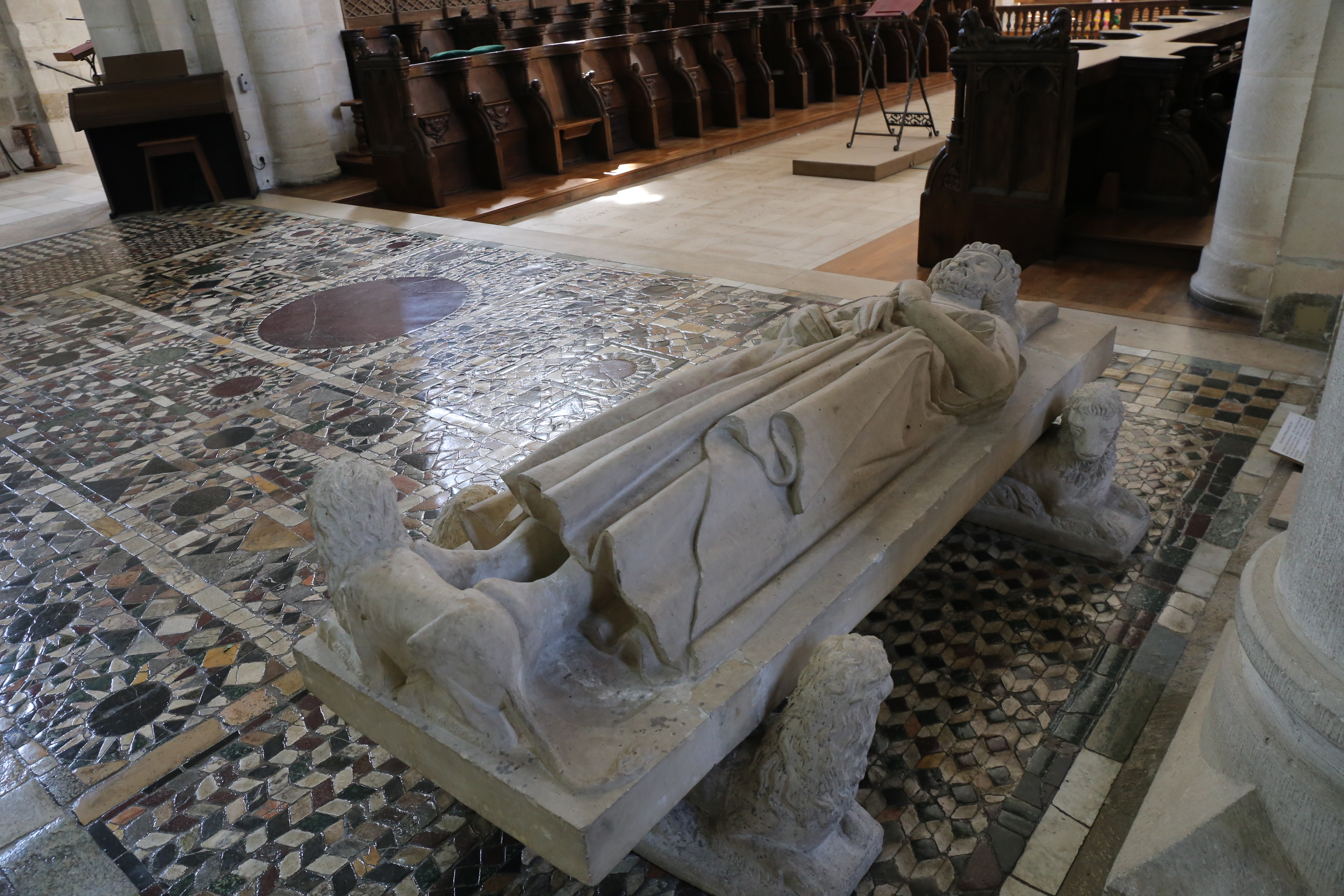
Pavement de l'abbatiale de Saint-Benoît-sur-Loire, France, XIe siècle.

## Lecommesso fiorentinoou mosaïque florentine
La « mosaïque florentine », apparue à la Renaissance, est une technique de luxe incluant de nombreuses pierres dures de couleurs vives (lapis-lazuli, cornaline, améthyste, agate...). Cette technique d'insertion de pierres semi-précieuses a été encouragée au XVIe siècle par les Médicis et s'est perfectionnée au fil des siècles grâce à la création, en 1588, de l'Opificio delle Pietre Dure (musée de la Manufacture de pierres dures de Florence) par le grand-duc Ferdinand Ier de Médicis pour promouvoir la virtuosité de ses artisans. Les dessins, fleurs, paysages et figures peuvent être réalisés avec cette technique à l'aide de pièces de pierres de couleur, assemblées les unes à côté des autres, jusqu'à obtenir des effets chromatiques d'effet particulier, semblables à un tableau, tel que défini par Vasari en 1550. Le terme commisso vient du latin committere (« joindre ») des morceaux de pierre taillés avec un fil métallique selon une conception initiale, à partir desquels un carton était composé de sections servant de composition. Les différentes pièces collées sur un support rigide, puis polies.
De ce modèle florentin naquirent plus tard les célèbres manufactures de Prague (en), à la demande de Rodolphe II de Habsbourg, et des Gobelins, sous l'impulsion de Louis XIV, en 1668.
À la fin du XVIIe siècle, les Corbarelli (it), une importante famille de marqueteurs de pierres semi-précieuses florentins qui travaillèrent à Brescia, Padoue, Vicence, Modène et Mantoue, introduisirent l’art du commisso alla fiorentina dans les incrustations naturalistes dans l’architecture sacrée de décoration des autels. Ce sont eux qui furent chargés de réaliser les décorations de l'autel de l'église San Domenico de Brescia, aujourd'hui disparu. D'autres sculpteurs de Brescia étaient passés maîtres dans cette technique, en particulier ceux de la famille Gamba.

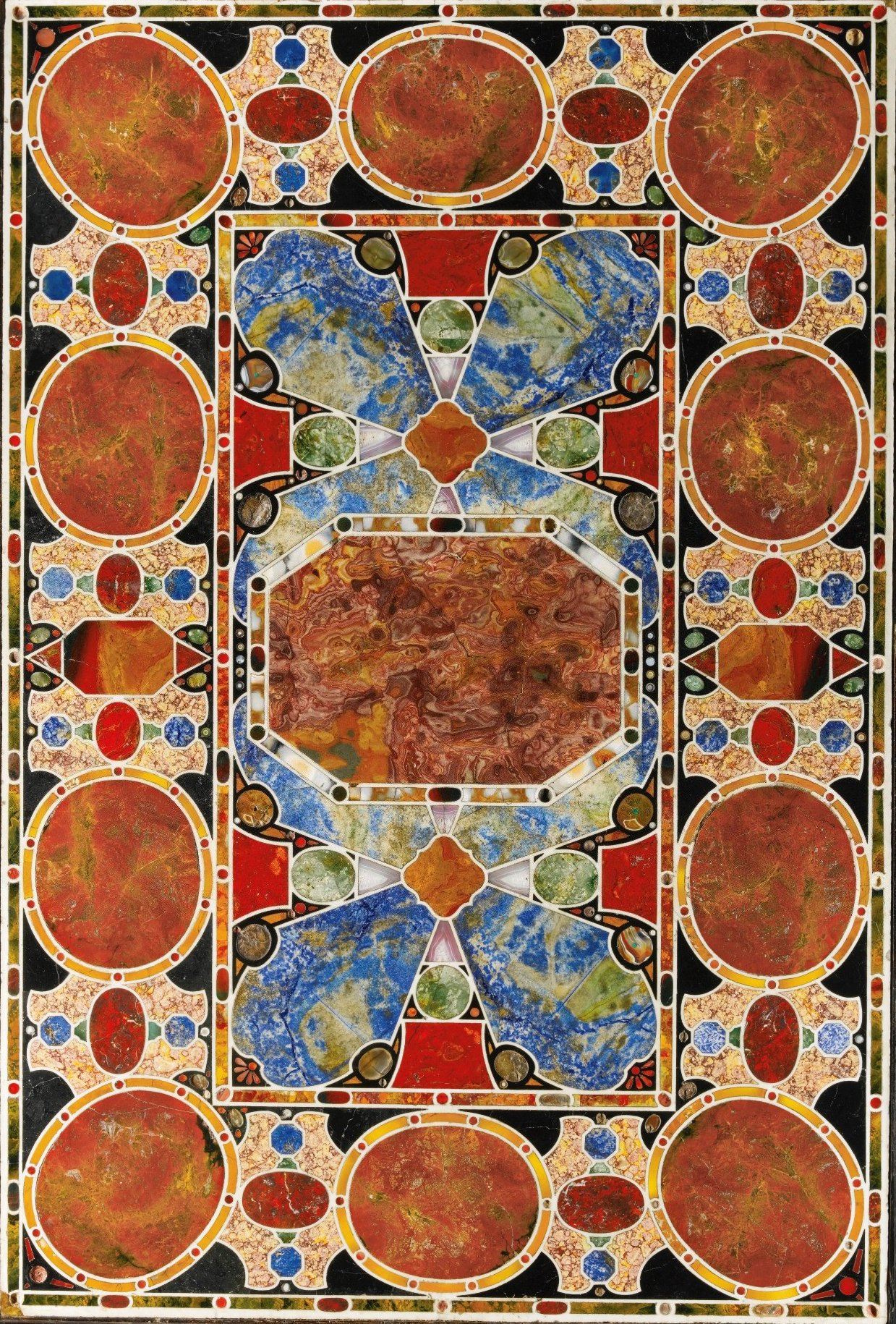
Dessus de table en pierre, commesso fiorentino, Florence, XVIe siècle.
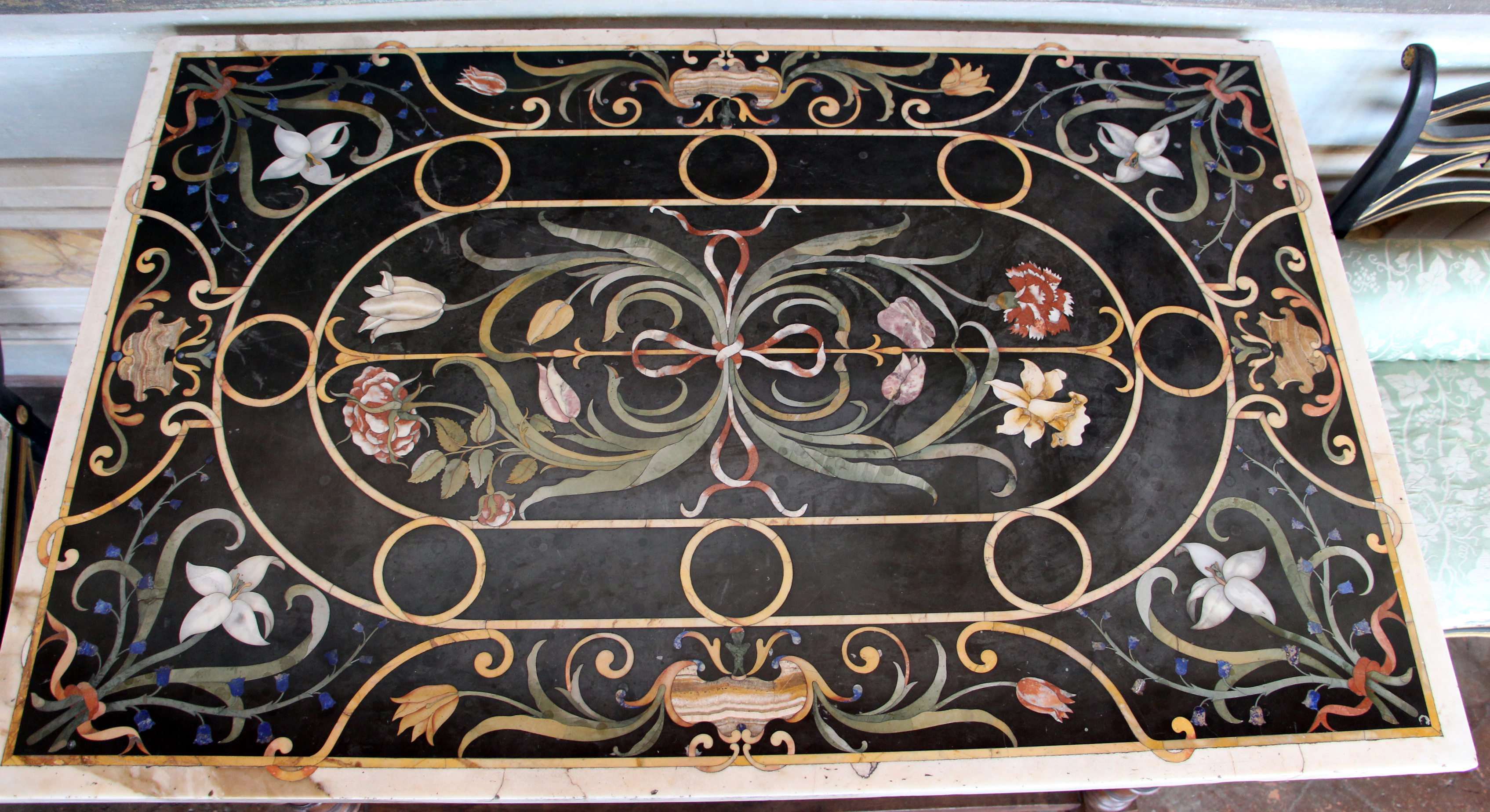
Dessus de table de commesso fiorentino de Jacopo Ligozzi, Florence, XVIe – XVIIe siècles.
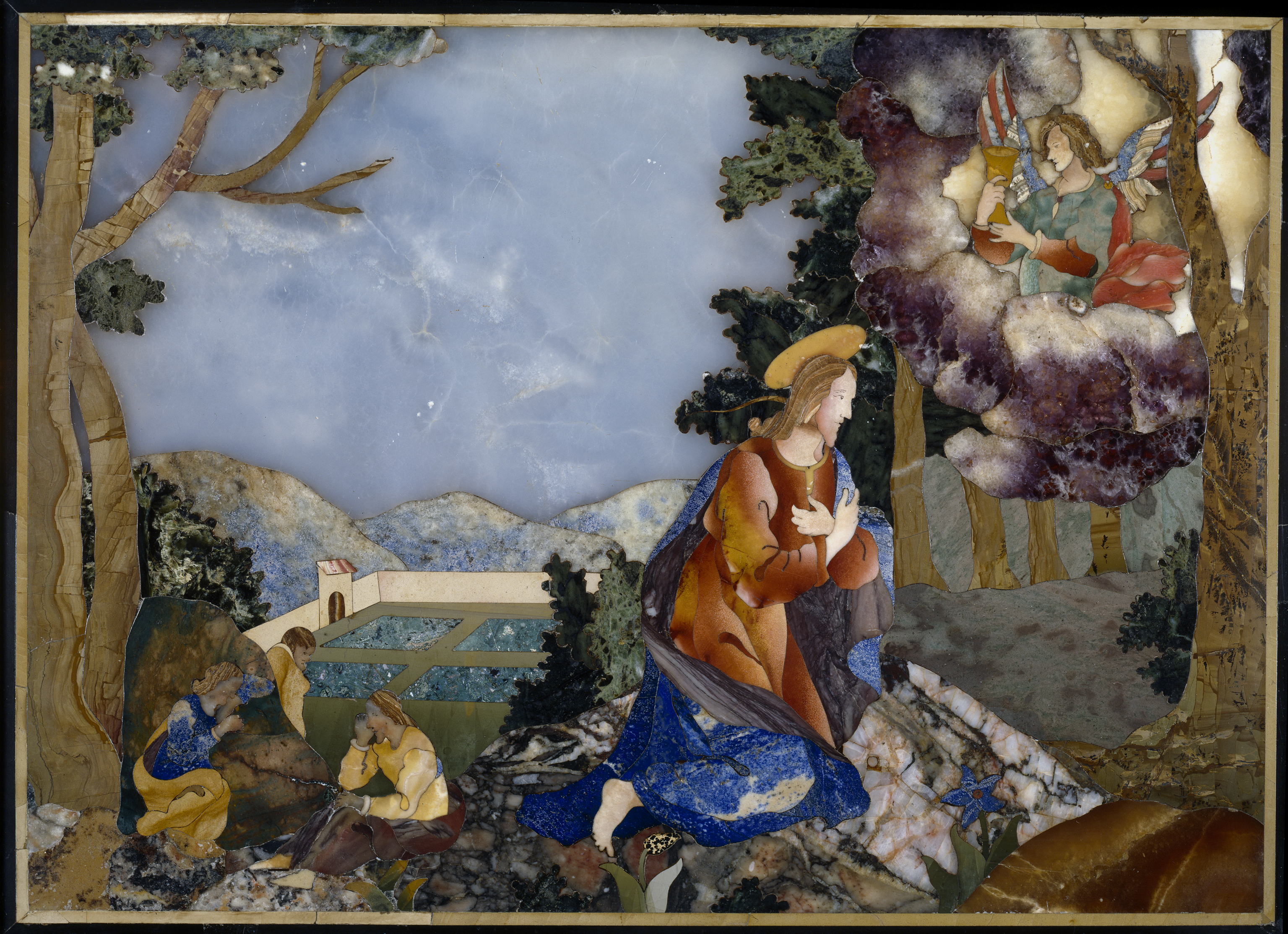
Scène religieuse d'un autel. Italie, 1604.
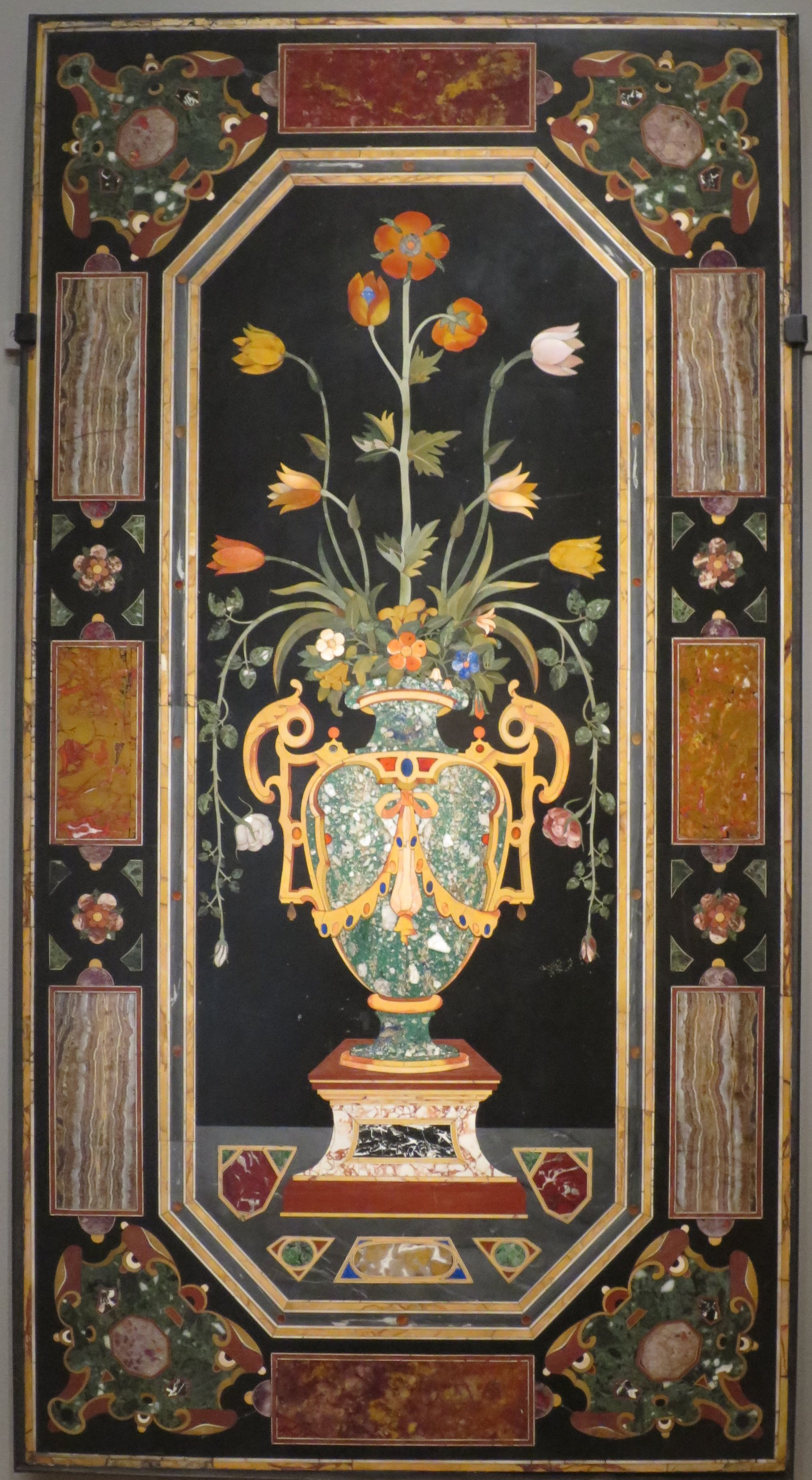
Panneau mural en commesso fiorentino du début du XVIIe siècle.
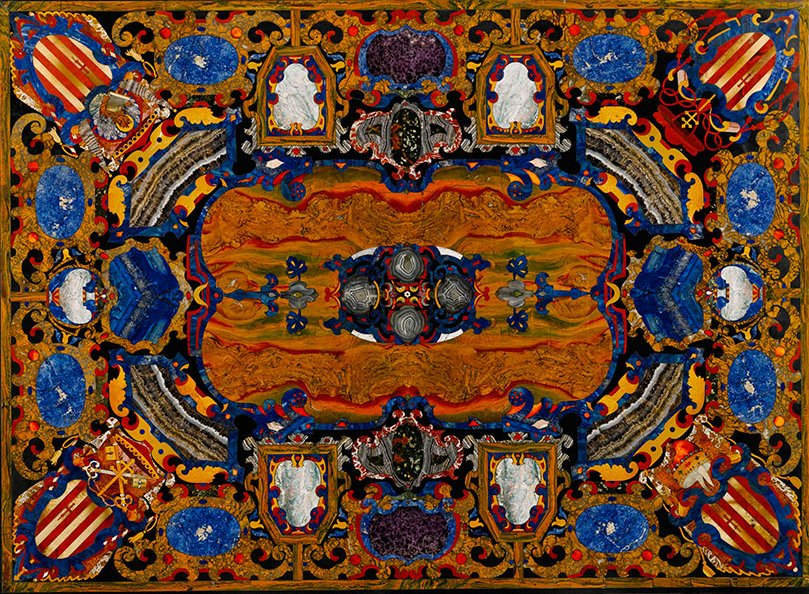
Dessus de table en pierre en commesso fiorentino, XVIIe siècle.
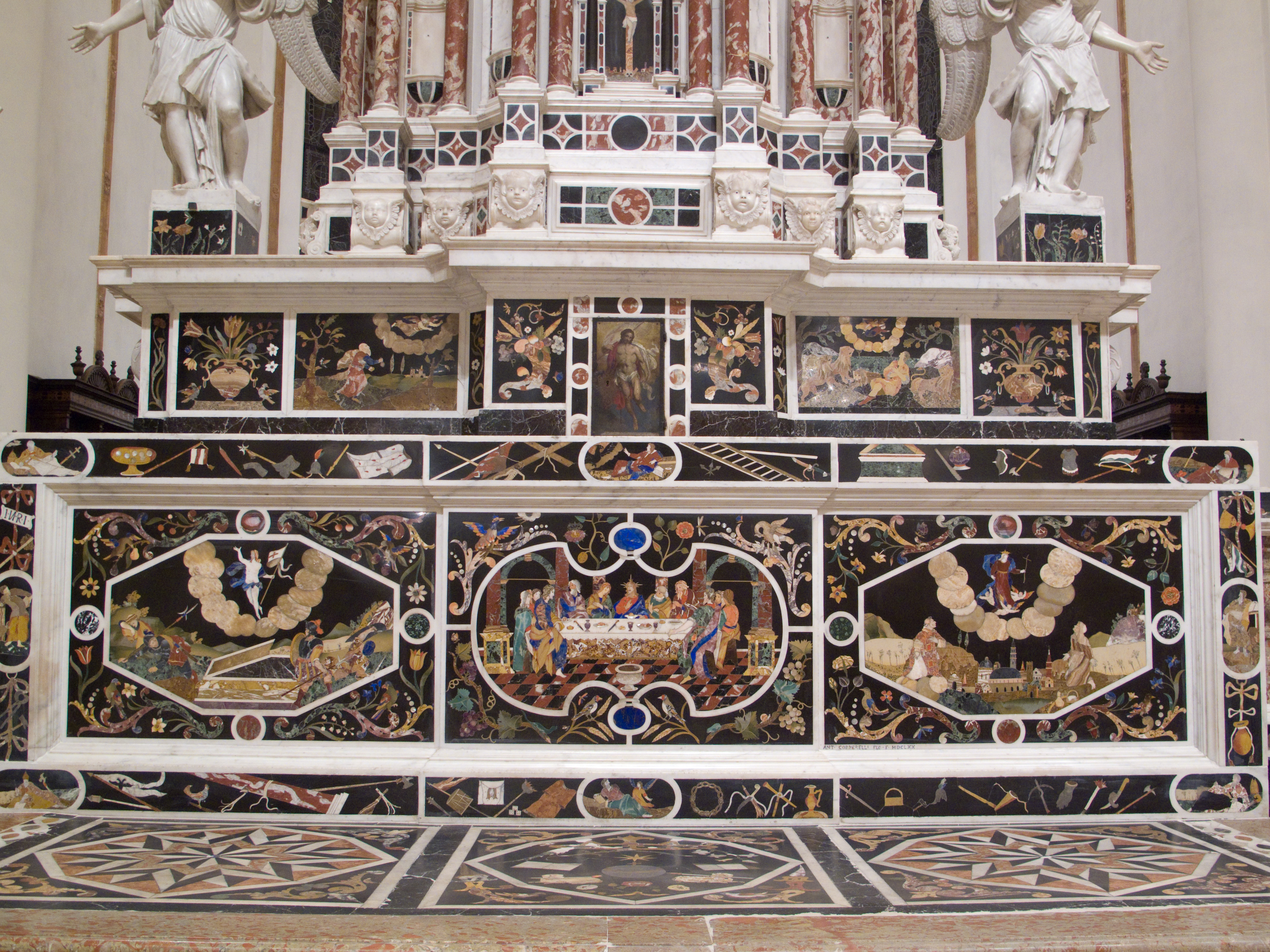
Autel de commesso fiorentino dans l'église de Santa Corona de Vicence, par Domenico Corbarelli, 1669.
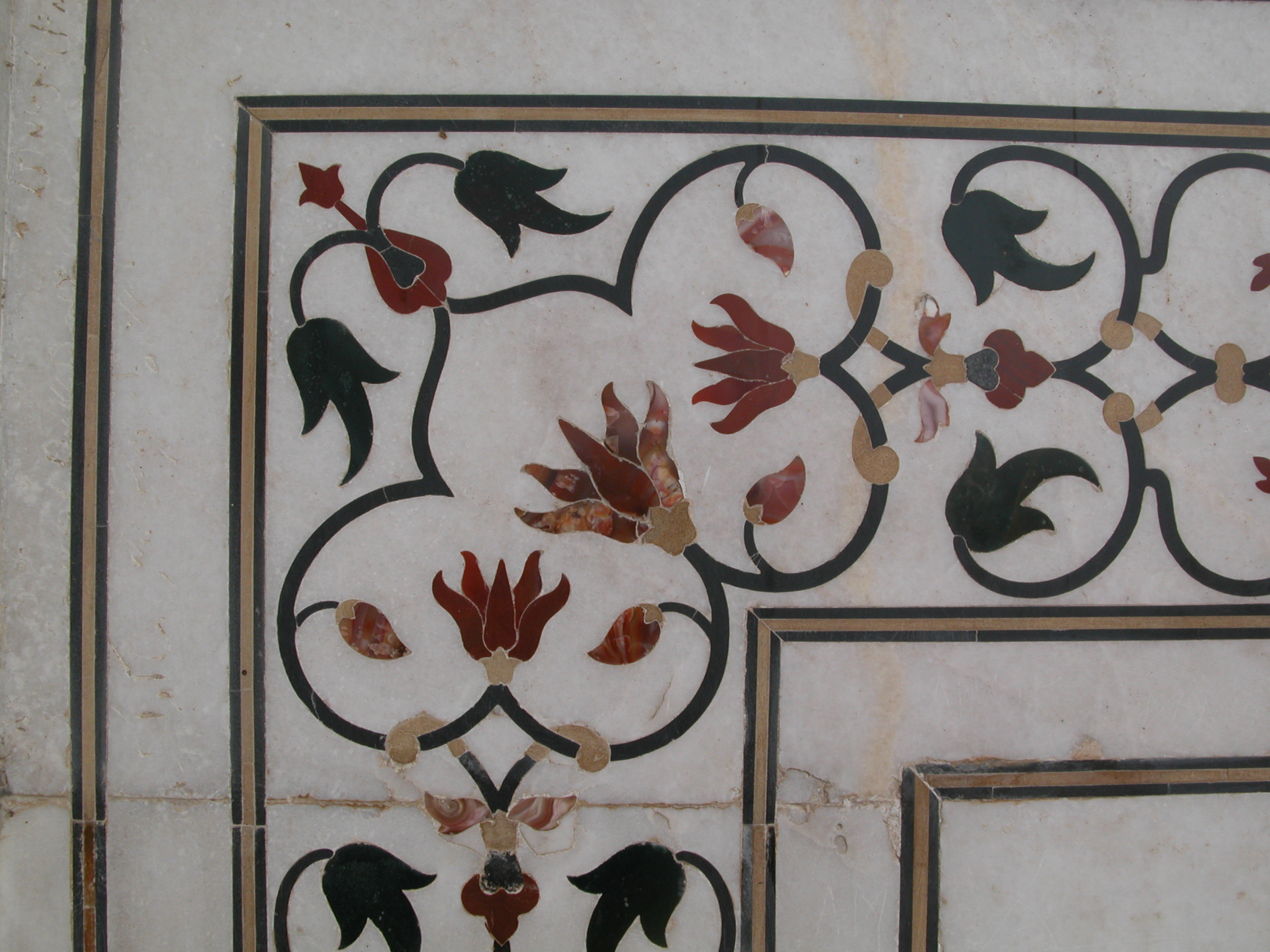
Le Taj Mahal en Inde, construit au XVIIe siècle, est décoré selon une technique semblable à la mosaïque florentine, importée un peu plus tôt d'Italie.
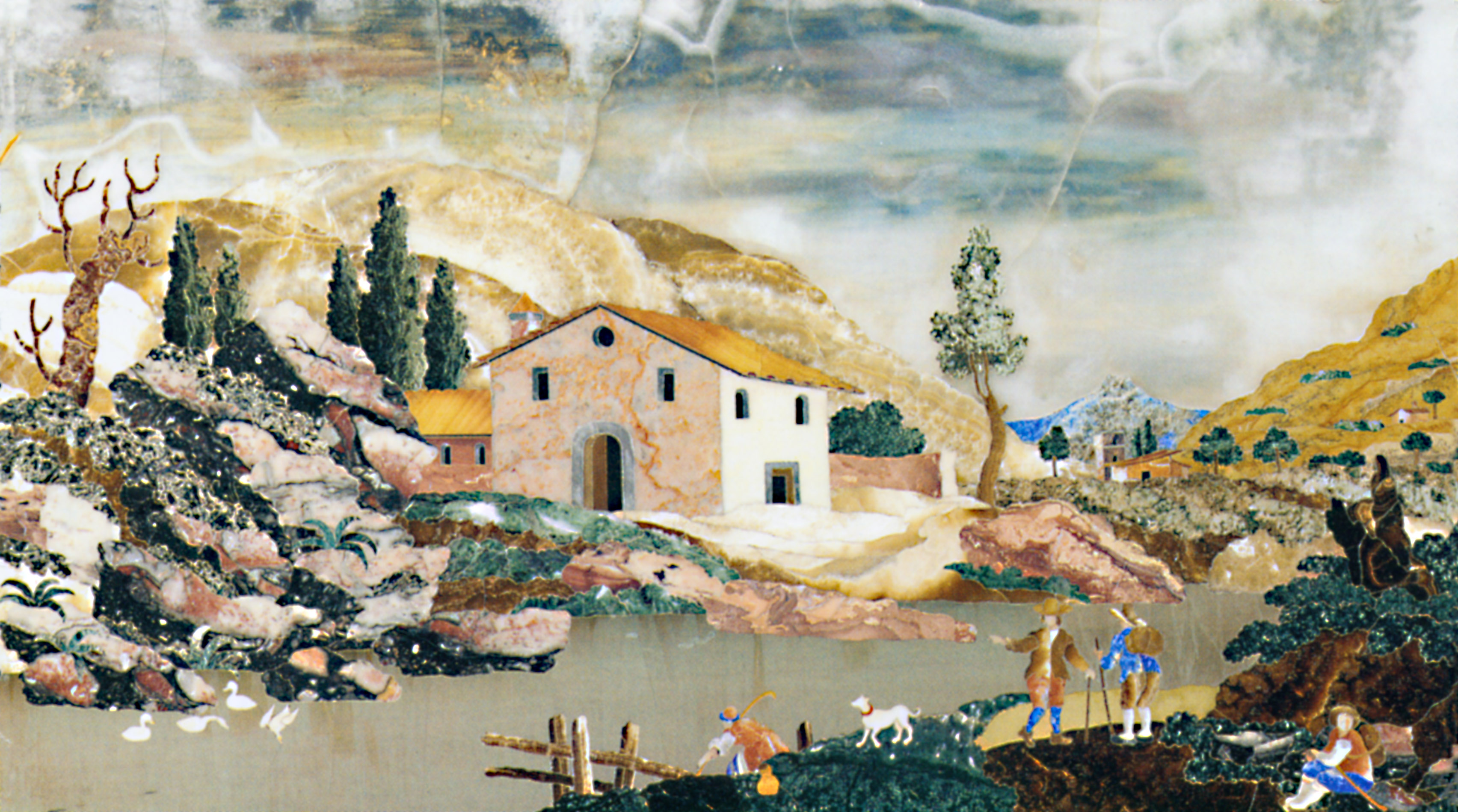
Tableau en commesso fiorentino du début du XVIIIe siècle.
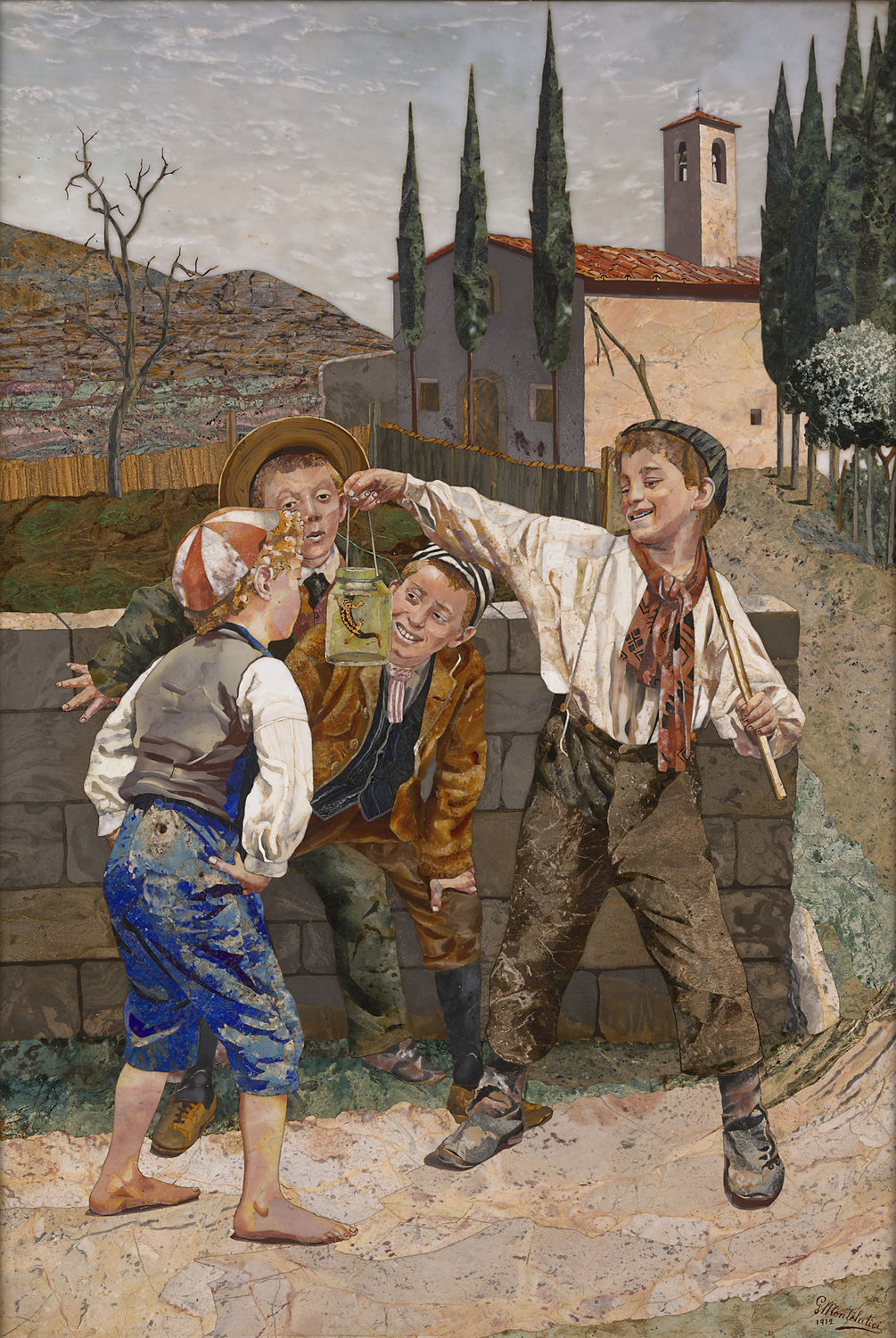
Tableau en commesso fiorentino de Giovanni Montelatici, 1912.

## Style baroque
L'art et la taille du marbre atteignent un nouvel apogée en Italie avec l'architecture baroque, où l'on voit l'intérieur des églises se couvrir de délicates marqueteries de marbres colorés. Cet art s'est exporté en Europe dont la France sous Louis XIV.

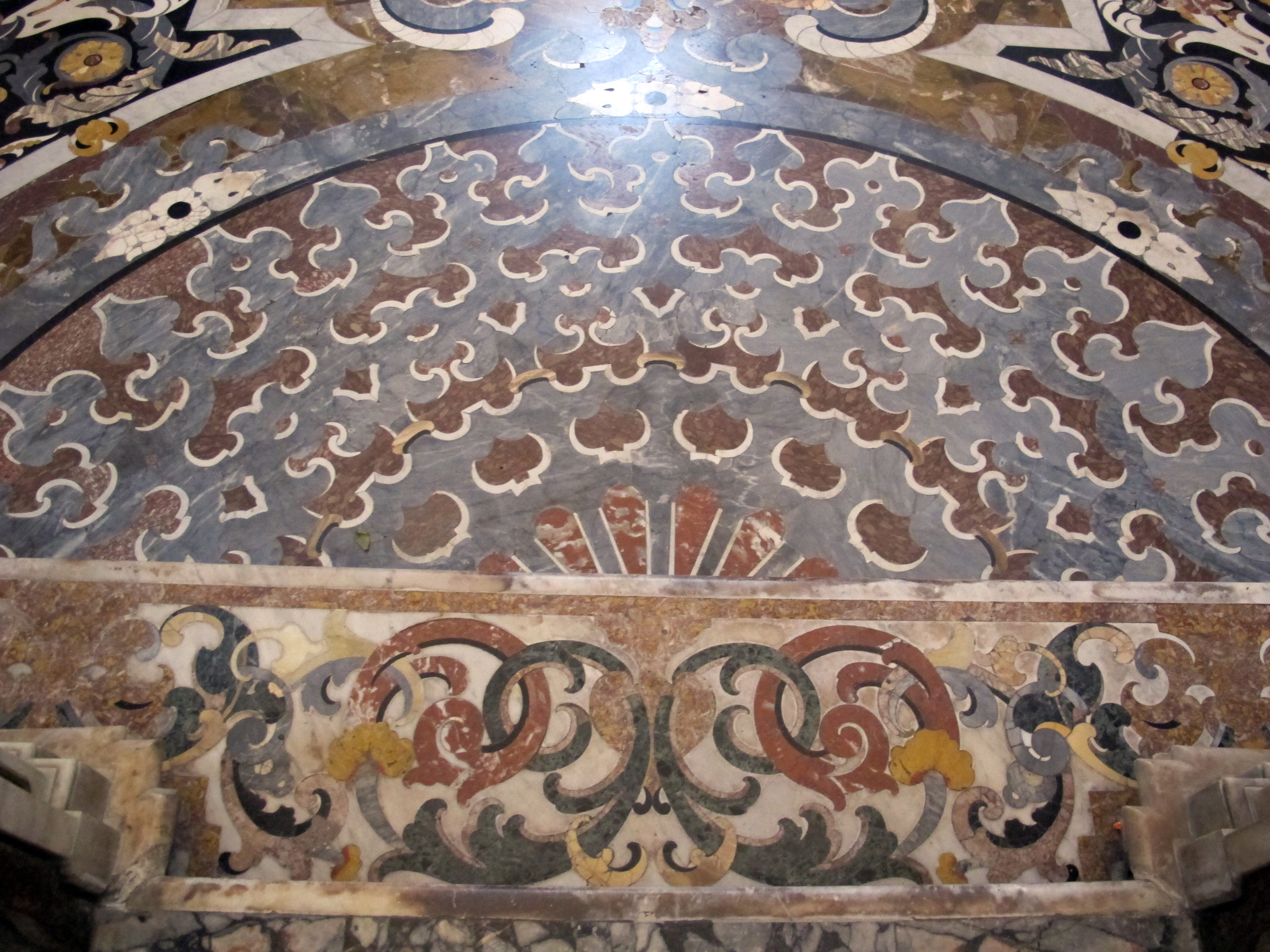
Durant l'ère baroque, de nombreuses églises italiennes se sont parées de somptueux décors en opus sectile à motifs végétaux, utilisant les marbres les plus divers. Ici un détail à San Martino de Naples.
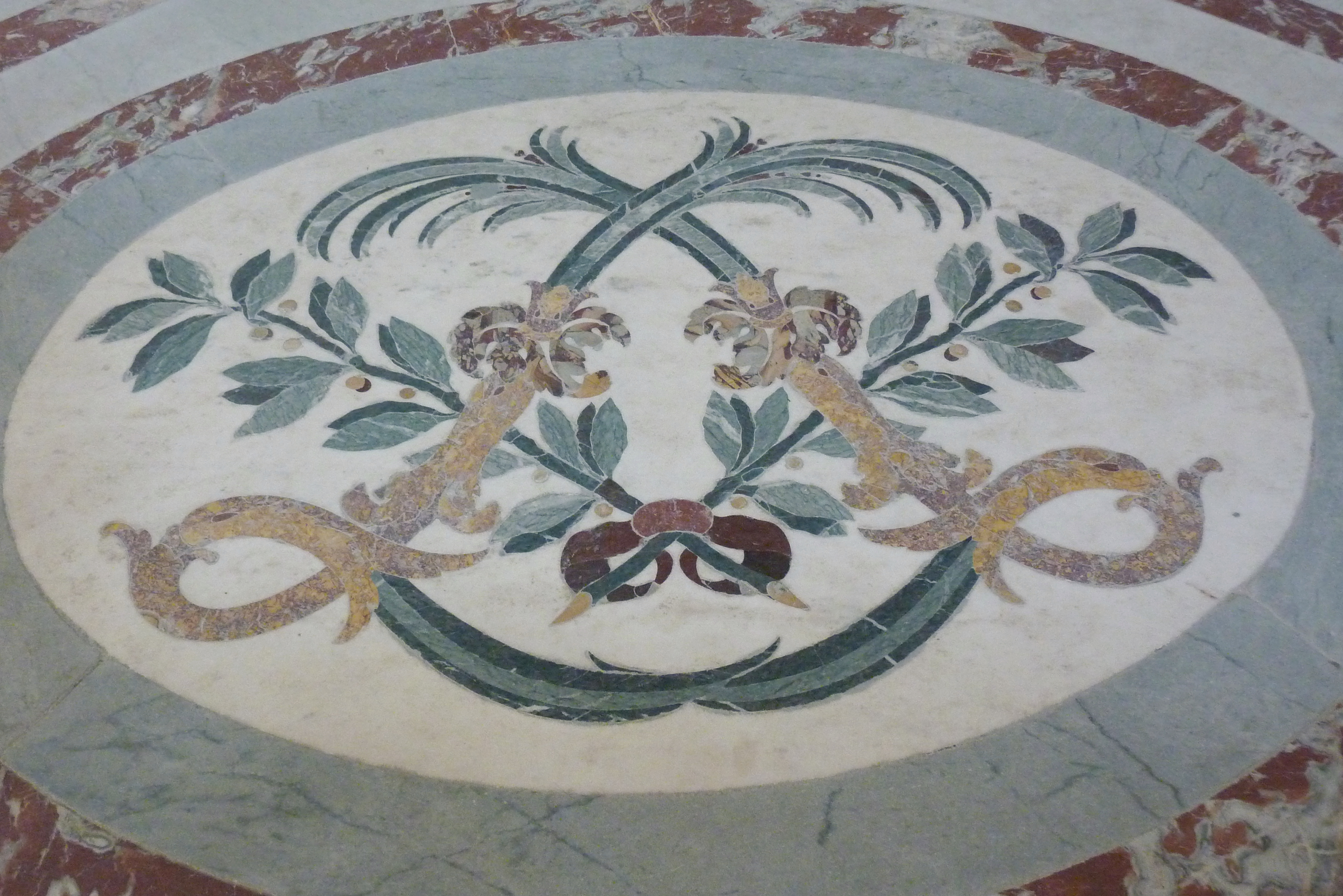
Le pavement du Dôme des Invalides à Paris est décoré de délicates marqueteries de marbres variés, on y reconnait des variétés françaises connues comme le vert de Campan et l'incarnat de Caunes-Minervois.